# Hércules de Alicante Club de Fútbol
El Hércules de Alicante Club de Fútbol, S. A. D. o simplemente Hércules C. F., es un club de fútbol de la ciudad de Alicante, España. Fue fundado en 1914 y federado el 20 de octubre de 1922. Su primer equipo disputa sus partidos como local en el Estadio José Rico Pérez, con capacidad para 29 500 espectadores. Actualmente milita en el Grupo II de la Primera Federación.
El Hércules ha disputado 20 temporadas en Primera División y 43 en Segunda División, resultando campeón de este último campeonato en tres ocasiones, ocupando el 29.º puesto histórico del Campeonato Nacional de Liga. En la temporada 1934-35 logró su primer ascenso a Primera División, alcanzando un quinto puesto como mejor clasificación en 1975. En la competición nacional de copa (actual Copa del Rey), su mayor logro data de 1936, alcanzando las semifinales de la competición. En su trayectoria también destaca el subcampeonato de España amateur de 1930, enfrentándose en la final disputada en el Estadio de Montjuïc al Sporting de Gijón (3-2).
El nombre del club auspiciado por su fundador, viene inspirado en los valores que representaba el héroe de la mitología romana, Hércules. El club mantiene una rivalidad histórica con el Elche Club de Fútbol, con quien disputaba el derbi provincial.

## Historia

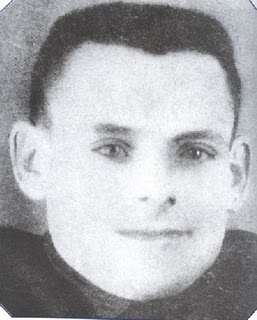
Vicente Pastor Alfosea, fundador del Hércules de Alicante.

### Primeros años
El Hércules Fútbol Club está documentado desde 1914 aunque no de forma oficial hasta 1922 cuando el 26 de septiembre de ese año se inscribió junto con el Mercantil de Cartagena, la Federación Levantina y algunos más, su fundador fue Vicente Pastor Alfosea apodado "El Chepa", en sus inicios sus terrenos de juego fueron varios, las estribaciones de la montañosa, los terrenos de l'Hort del tío Ron, el campo de Benalúa o las instalaciones del Alicante Recreation Club. El Hércules comenzó a disputar un campeonato infantil, del cual en 1918 se proclamaría campeón. En 1919 tuvo lugar el primer encuentro oficial, fue contra el Athletic Club Benaluense, con victoria del conjunto alicantino por 2-1. En sus comienzos el equipo vestía con camiseta a rayas blancas y rojas y pantalón negro

### Primera etapa después de la fundación
En 1923 se formó la primera junta directiva del Hércules pasando la presidencia a Alberto Misó Ferrándiz, siendo este el primer presidente en la historia del conjunto herculano. Se puede decir que en los inicios, el Hércules no empezó mal, demostrándolo en la temporada 1923-24 cuando se proclama campeón provincial batiendo al Club Deportivo Castellón en la final.
En sus inicios, el Hércules C.F. vestía un equipaje de colores rojo y blanco. Era un equipo a la sombra de otros clubes de Alicante, entre ellos, el Club Natación Alicante o el Club Deportivo del Círculo de Bellas Artes de Alicante, del que inclusive fue filial durante unos mes
En 1927, el Club Natación recibió una fuerte sanción que lo llevó directo a la desaparición. En este año, el Hércules adquirió su equipaje y varios jugadores y directivos, aparte del escudo, proclamándose así equipo principal de la ciudad de Alicante. En el año 1928 disputó su primer partido con el nuevo equipaje y escudo. Este se disputó en el Campo de la Florida, conocido como el de la Campo de la Viña.
En 1930 el Hércules C.F. obtuvo su gran triunfo nacional, disputó la final del campeonato nacional amateur contra el Gijón. Se disputó en el campo de Montjuïc, Barcelona, donde perdió por 3-2. 

### Debut en Primera División (1935-1940)
Algunos de los que formaban la directiva del 34 eran: Renato Bardín Mas, Eladio Pérez del Castillo, Agustín Gosálvez y Pascual Rosser Guixot, junto con el periodista Juan Antonio Espinosa.

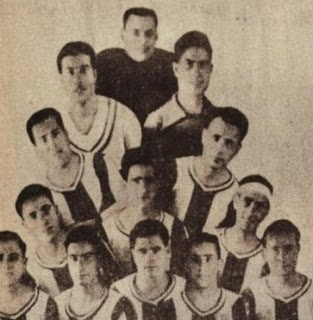
Primera plantilla del Hércules con El Chepa al fondo

El Hércules subió a Primera División en la campaña 35-36 con jugadores como Blázquez, Salvador, Pérez, Aparicio, Goyeneche, Sala, Tatono, Maciá y Morena.
La primera visita del Real Madrid al Hércules fue el 10 de noviembre de 1935, cuando el Hércules ya estaba en Primera. La primera visita del Barcelona fue el 19 de abril de 1936. El Barcelona jugó contra el Hércules en Bardín y quedaron en un empate a dos; los dos goles del Hércules los marcó el jugador Blázquez. En la clasificación los dos equipos tenían 24 puntos pero quedaron el Barcelona 5.º y el Hércules 6.º.
La Guerra Civil descompuso y dejó mucha huella en el equipo ya que los jugadores se habían separado entre los dos bandos. De los campos de concentración pudieron salir Maciá y Blázquez, pero Mandizábal murió al derribar su avión y al entrenador Manuel Suárez Begoña lo encontraron muerto en una cuneta de Aguas de Busot.
Los campos de fútbol estaban la mayoría destrozados y muchísimos equipos desaparecieron. A pesar de que fue muy difícil substituir a los jugadores, que tenían ya sus años y estaban destrozados por las secuelas que había dejado la guerra, en la campaña 1939-40 el Hércules pudo hacer un papel digno en Primera acabando 6.º detrás del R. C. D. Español después de estar toda la temporada entre los puestos altos de la clasificación, siendo líder en la jornada 5 y la jornada 7.
En junio de 1939 nombraron a Alfredo González presidente y a Luis Casanova vicepresidente del Hércules. En este año se rehabilitó el estadio, reorganizaron el club y rehabilitaron la plantilla.
Con Eladio Pérez, como presidente, y el alcalde Manuel Montesinos Gómiz, como vicepresidente, el Hércules se posicionó en la novena posición al finalizar la temporada 1940-41. El colofón de la temporada fue la inclusión del arquero José Pérez García en la selección española para el partido Portugal-España, siendo el primer jugador internacional que poseyó el Hércules. Desgraciadamente, un choque fortuito con un delantero portugués le produjo una lesión que más tarde se tradujo en pérdida de visión.

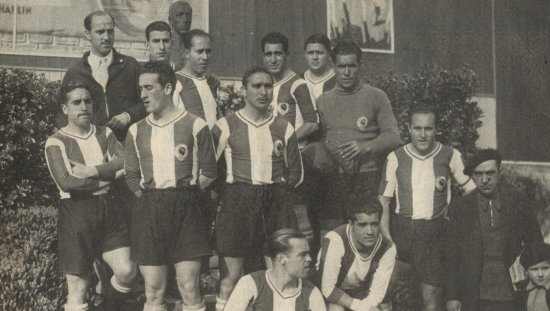
Plantilla del Hércules (1936)

El 8 de abril de 1941 se fusionaron el Hércules F.C. y el Alicante C.F., por poco tiempo. Y así el Hércules pasa a llamarse Alicante Club Deportivo. Bajo el nuevo nombre, en la temporada 1941-42 llegó a ser un fracaso absoluto por el descenso a Segunda División estanto toda la temporada fuera del farolillo rojo y al final quedar a 7 puntos de diferencia con el equipo que estaba fuera, el CF Barcelona.
El 5 de mayo de 1942 se decide cambiar el nombre del club y reconvertirlo en Hércules de Alicante. En esta temporada 1942-43 el Hércules mantiene la permanencia en Segunda tras empatar en Altabix, el campo de su eterno rival, el Elche Club de Fútbol.

### El equipo ascensor (1944-1970)
Tras derrotar al Baracaldo en la última jornada (1944-45) se logró matemáticamente el ascenso a Primera. De aquellos años, el homenaje a Manuel Maciá, santo y seña del Hércules durante casi 20 años, donde se enfrentaron a un Real Madrid plagado de estrellas, consiguiendo una gran victoria por 2-1.
En la siguiente temporada (1945-46) un comienzo desastroso termina con el club descendiendo. La temporada siguiente, 46-47, se plantea el objetivo de volver a la Primera División, y el Hércules rozó el ascenso, pero la Real Sociedad se situaría 2 puntos por encima y tras batir al Murcia ascendió a Primera.
El 4 de enero de 1948 el Hércules encajaba una humillante derrota en La Rosaleda por un 9-2. Lo anecdótico del partido fue que todos los goles contrarios los marcó el mismo jugador, Bazán, y las crónicas hablan del guardameta herculano Cosme como el mejor de su equipo. Ese mismo año un jugador importantísimo y vital fue Calsita, que a punto estuvo de llevar al Hércules a Primera con sus 23 goles, pero no tardó el Atlético de Madrid, quien se proclamara campeón de liga, en llevárselo a sus filas.
Con el estadio Bardín a años luz de registrar los llenos de antaño, las temporadas 48-49 y 49-50 supusieron un descenso en las expectativas herculanas, de la cuarta plaza de Primera a la décima de la Segunda. La marcha de Calsita al Atlético de Madrid fue el detonante de la crisis herculana, pero con la acción presidencial de Heliodoro Madrona la trayectoria blanquiazul en la temporada 50-51 fue de menos a más y se alcanzó una cuarta plaza gracias, entre otros, a jugadores como Cosme, Oliver, Torres, Pina, etc.
La temporada del 1953-54 no comenzó bien pero al final, teniendo como entrenador a Amadeo Sánchez, llamado "El Gigante Asturiano", consiguió ascender en el último partido jugado en el estadio de Bardín que fue pequeño para acoger a todos los aficionados que fueron el día 27 de junio del 1954, los cuales quisieron estar presentes en el partido contra el Osasuna. El resultado de ese partido fue de 2-0 a favor del Hércules. Jugando en ese momento Gómez Montagut, Durán, Santos, Pina, Navarro, Tártalo, Campillo, Llebaría, Seva Santos, Ernesto, Roth y Alvarín.
El Hércules abandonó el Estadio Bardín y se instalaron en el estadio La Viña, conocido también como el campo de La Florida ya que estaba situado en dicho barrio. El estadio tenía una capacidad para 25 000 personas.
En la temporada 1954-55 consiguió un honroso 6.º puesto, pero en la siguiente (55-56), con el presidente Alfonso Guixot, el Hércules descendió y entró en una etapa en que no podía salir, donde incluso descendió a Tercera. Después con la presidencia de Juan Pastor Catalán que fue el primer olímpico alicantino en la modalidad de boxeo, volvió a brillar y se colocó nuevamente en Primera División aunque en breve volvería a caer a Segunda.
En la temporada 1955-56 el Hércules pasó de una sexta posición a un descenso. El Hércules estuvo años en Segunda División, incluso tocó fondo y descendió a Tercera.
Pronto se recuperó a Segunda con Luis Aragonés (entrenador que llevó a España a ganar la Eurocopa 2008) quien fuera futbolista del Hércules en la temporada 1959-60.

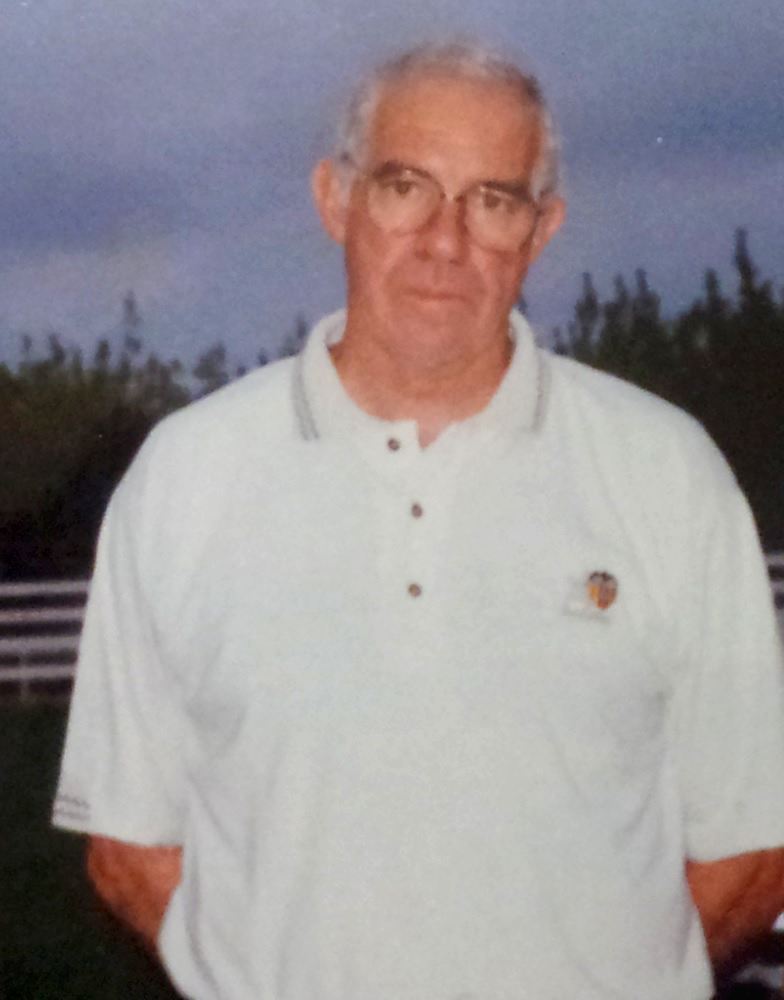
Luis Aragonés, el hombre que llevó al Hércules de vuelta a Segunda

El club comienza la década en Segunda con buen pie alcanzando el tercer puesto en la temporada 60-61. En la 63-64 consigue quedar 2.º y juega la promoción a Primera, pero la pierde contra el Real Oviedo. Al fin llega el ansiado ascenso en la 65-66 al ser campeón de su grupo, pero vuelve la montaña rusa; la temporada siguiente en Primera (1966-67) termina con un nuevo descenso a Segunda que se continúa en picado a Tercera en la 67-68 con un penúltimo puesto.
Pasaría dos temporadas en Tercera, pues, aunque quedó campeón de su grupo en la temporada 68-69, perderá la promoción contra el Castellón. En la siguiente (69-70) por fin asciende tras quedar campeón de su grupo y pasar dos eliminatorias.

### Años 1970: El esplendor del Hércules
En 1970 entra en la presidencia José Rico Pérez con el equipo de nuevo en Segunda División, pero este hombre marcará la mejor época en la historia del club. Él quiere hacer un club grande pero ve que la capacidad del viejo campo estrangula las posibilidades de expansión. Esta situación invitó a que el presidente Don José Rico Pérez apostara por la construcción de un estadio que albergara a una afición creciente (se rozaban cifras de 20.000 socios) y optar a ser sede de competiciones importantes como el Mundial de Fútbol de España 1982. Así fue que, en el verano de 1974, con un Hércules pletórico, recién ascendido a Primera División, se inauguraba el estadio José Rico Pérez durante un partido contra el FC Barcelona. Fueron los mejores años del equipo alicantino.
El Hércules de los años 1970 era un equipo aguerrido y difícil de superar. Aunque los primeros años de esta década militó en Segunda División, en la temporada 73-74 el equipo herculano ascendió a la élite del fútbol español. En la temporada 1974-75 los alicantinos disfrutaron de su mejor época futbolística, alcanzando la 5.ª posición en la primera temporada después de ascender, superando a equipos como Atlético de Madrid (6.º), Betis (9.º), Athletic Club (10.º) o Valencia (12.º).

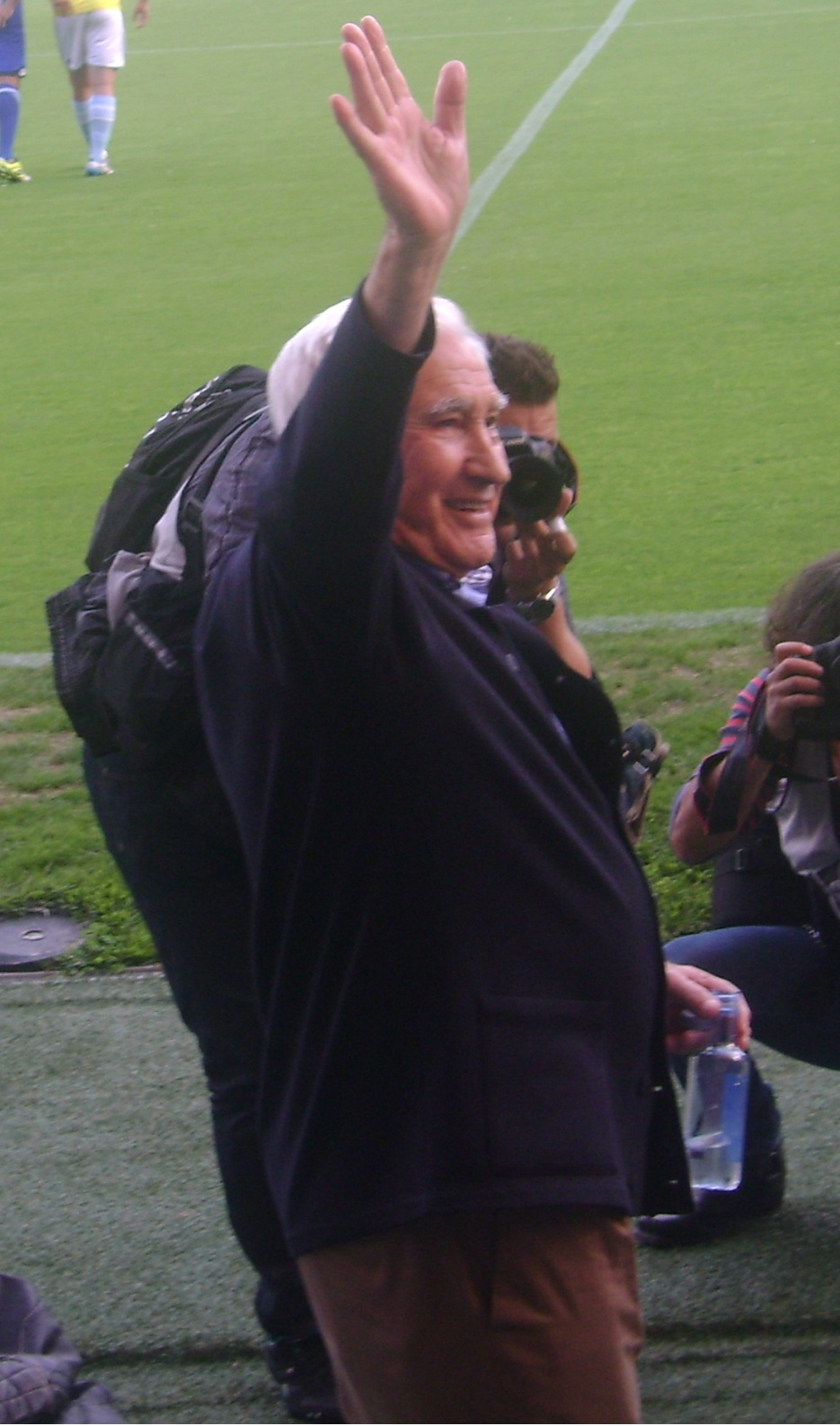
Arsenio Iglesias, muy cerca estuvo de mandar el Hércules a la UEFA

Este Hércules podría haber entrado en zona europea si no hubiese sido por la diferencia de goles respecto al 4.º clasificado, la Real Sociedad, que aunque había conseguido los mismos puntos y había anotado los mismos goles que los alicantinos, sólo recibió 32, frente a los 36 encajados por el Hércules y por lo tanto los donostiarras se aferraban a la cuarta plaza que daba el pase a Europa. Como nota anecdótica, este equipo ganó los dos partidos al Elche, club que también militaba en Primera División en estos años.
En la siguiente temporada (1975-76) los alicantinos volvieron a sorprender, convirtiéndose en el 6.º mejor equipo de España, perdiendo sólo un partido como local y situándose por encima de equipos de la talla del Betis, Valencia, Sevilla o Zaragoza.
En las restantes temporadas (desde la 1976-77 hasta la 1979-80) el equipo se mantuvo entre los puestos 12.º y 15.º y cabe destacar a jugadores que marcaron la huella del mejor Hércules de la historia: Luis Andreu, Humberto Núñez, Varela, Carcelén, Saccardi, Giuliano, Tigre Barrios, Aracil, Benito Joanet y Kustudić.

### Revueltos años 1980

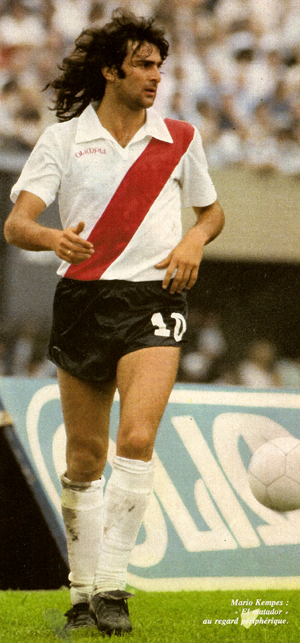
Mario Kempes jugó en el Hércules entre 1984 y 1986.

La caída ante el CD Castellón (1-2) supuso un gran golpe para la entidad herculana en el aspecto deportivo (su descenso a la tercera categoría del fútbol español y, para mayor desgracia, el Elche había logrado el ascenso a Primera), en el institucional (el presidente Orgilés tuvo que inscribirse como socio para optar a la elección) y, en lo económico. El periplo en 2.ª B tuvo dos fases que coincidieron con la decisión de la Federación Española de Fútbol de modificar el ascenso del campeón del grupo por una liguilla. En el primer año en 2.ªB fue una quimera el ascenso pues el Levante se destacó en primera posición desde el primer instante; de ese año queda el recuerdo del 2-1 frente al equipo valenciano en el Rico Pérez y de los jugadores de la cantera que subieron cuando nada había que hacer. Del segundo año quedan dos imágenes totalmente opuestas: un Rico Pérez con veinte mil almas cuando el equipo iba primero destacado, tras no haber perdido ninguno de los catorce encuentros iniciales y con buen juego. Y otra deplorable pues el año 1990 fue para olvidar: dos victorias en toda la segunda vuelta posicionaron al equipo en una vulgar decimotercera posición. Fue en este momento donde se decidió cambiar el sistema de ascenso. En esta temporada se despidió a Orgilés de la presidencia, haciéndose cargo Manolo Albarracín.
En la temporada 1990-91, la situación se invirtió en comparación con la temporada anterior: el pésimo inicio supuso el cese fulminante de José Víctor Rodríguez de Miguel como entrenador y la llegada de Vicente Carlos Campillo al banquillo; con él llegaron las victorias que colocaron al Hércules en el primer puesto de la clasificación durante un par de ocasiones, pero en el partido decisivo se perdió de forma calamitosa ante el Cartagena por 0-3 cuando faltaba sólo un punto para clasificarse para la promoción de ascenso.
En la temporada 1991-92 se crearon las bases para el ascenso: Paco López, Fálagan, Parra y Cantero se incorporaron al Hércules. El juego era irregular, alternando derrotas extrañas con victorias espectaculares como un doble 5-0 consecutivo a Getafe y Torrevieja. El final de temporada fue decisivo: Manolo Albarracín se marchaba del club tras la enésima situación institucional y convocaba elecciones. En dichas elecciones se presentó Aniceto Benito a la presidencia tras su exitoso paso por el Benidorm. Con él llegaba al club Quique Hernández. Durante ese período el Hércules estuvo en Segunda B durante cuatro años.

### Ascenso a Segunda (1993)
En la temporada 1992-93 se logró el ansiado ascenso a Segunda División A. El juego fue espectacular en buena parte de la temporada, influyendo en ese aspecto la fenomenal racha del sanluqueño Eduardo Rodríguez y sus 36 goles. De aquella temporada se recuerda la doble victoria al Elche (2-0 y 1-2), de aquella victoria ante el Levante (3-2) que les hizo creer en el ascenso y de una derrota fundamental: perder 5-2 en Mahón les hizo bajar los pies al suelo y ganar en humildad que, posteriormente, les serviría para lograr el ascenso. El sorteo fue para asustar: Salamanca y Unión Deportiva Las Palmas se cruzarían en el camino junto a la modesta Gimnástica de Torrelavega; sin embargo, el ascenso fue más fácil de lo pensado y, en la quinta jornada, el 0-2 en el Insular aseguraba el ascenso a 2.ª División. El 4-1 de la última jornada fue un mero trámite que sirvió para que Rodríguez, con un triplete mejorara sus cifras.

### Consolidación y transformación en SAD (1993-1996)
El regreso se esperaba más tranquilo, no se buscaba el ascenso sino la consolidación en Segunda. Esa temporada tiene una gran incógnita: la marcha de Rodríguez al Rayo Vallecano tras la cuarta jornada y con tres goles marcados impidió saber qué puesto hubiera alcanzado ese Hércules del 1993-94. El equipo estuvo mal en el aspecto ofensivo durante buena parte del primer tramo de la competición. La llegada de Vorkapic y su inicio espectacular hizo renacer las esperanzas de ascenso insospechado para un recién ascendido. Al final, la presión por lograr una mejor clasificación y los problemas físicos del delantero recién llegado pusieron un pequeño poso de tensión que acabó con la presencia de Quique Hernández en el banquillo herculano.
La temporada 1994-95 era de trámite pues era más importante solventar el tema de la conversión en SAD por parte del Hércules. Eso sí, al igual que en la temporada 1991-92 se iba creando un grupo de jugadores fundamentales para el ascenso: Alfaro, Sigüenza, Pavličić aparte de los que quedaban del anterior ascenso. El juego fue más bien irregular. A mediados de temporada, Felipe Mesones era destituido y Manolo Jiménez, el entrenador que estuvo con Aniceto en el Benidorm, era el elegido. En junio de 1995 se confirmaba la conversión en SAD.
La temporada 1995-96 fue la edición liguera en la que consiguió el ascenso prometido por Aniceto Benito. Un inicio espectacular (ya eran primeros en la jornada undécima y con muy buenos fundamentos para soñar), una derrota como la de Mahón para bajar los humos (Bilbao B 4-1 Hércules), pequeño bajón de juego no aprovechado por los rivales y posterior racha que llevó al Hércules a ascender con tres semanas de adelanto y con el recuerdo de aquel 6-2 al Alavés. Fue en Badajoz donde Sigüenza clavó el gol del ascenso a unos escasos diez minutos del final (0-1). El ascenso se logró de forma meritoria y con una clave clara: el trivote ofensivo (Alfaro, Rodríguez y Jankovic) lograron una racha similar de goles y no había dependencia del gol, además de la fuerte defensa.

### Primera División (1996-97)
No iba a tardar mucho en desparecer la sonrisa del herculano tras el ascenso. A las pocas semanas de la gesta en Badajoz, el entrenador Manolo Jiménez no renovaba y se traía a un técnico reconocido en España como era Iván Brzic. Fueron demasiados los fichajes que fueron llegando al Hércules para lograr la consolidación en la élite. El inicio fue demoledor y supuso el cese inmediato del técnico yugoslavo en la undécima jornada (una victoria en la jornada inicial, un empate y nueve derrotas). Quique Hernández regresaba a Alicante para salvar la "patata caliente". Con él llegó un atisbo de reacción que llevó al Hércules, tras el 2-3 en el Camp Nou y el 1-0 frente al Real Valladolid, a colocarse fuera de puestos de descenso directo. Otra mala racha volvió a hundir al equipo blanquiazul y, desde entonces, no salió de puestos de descenso. Varios 5-0 fueron determinantes en el funesto descenso a Segunda pues cortaron rachas que hubiesen salvado al equipo. Con tres semanas de antelación el descenso se certificó y sólo quedó salvar la honrilla venciendo al Athletic Club de Bilbao por 3-2.

### Otra vez en Segunda (1997-2001)
A pesar de haber intentado salvar la categoría, Quique Hernández quedó "tocado" para la directiva; un discreto inicio y unos gritos ante el Lleida en la jornada previa acabaron con el técnico de Anna fuera del Hércules. David Vidal llegó con su aureola de peculiar motivador. Durante unas semanas se llegó a palpar el sueño del ascenso (inolvidable aquel 4-0 a Las Palmas con gol inolvidable de Álex Pascual desde su casa prácticamente) pero las circunstancias extradeportivas abortaron cualquier sueño de recuperar la élite.

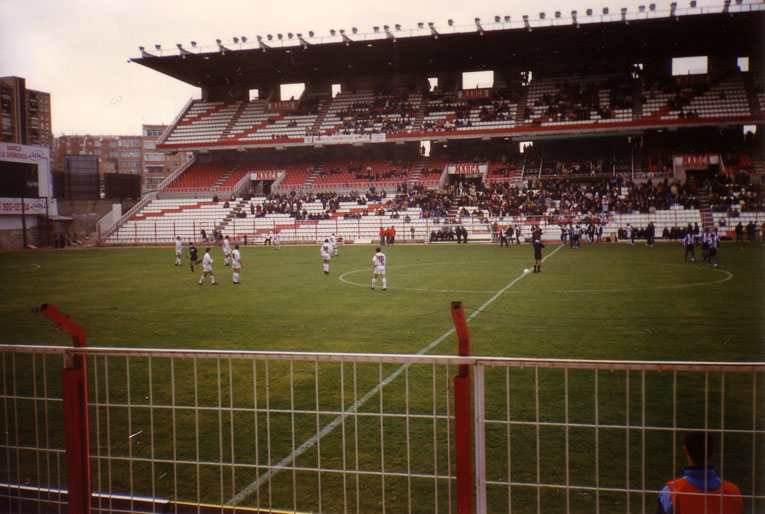
Encuentro disputado entre el Rayo Vallecano y Hércules CF durante la Segunda División de España 1997-98.

La temporada 1998-99 se planteó como la del salto a Primera. Los fichajes, aparte de aquel Sergio Egea que, por entonces llamaba la atención, daban ilusión a medias pues, detrás, quedaba presente en el ambiente la ausencia de Manolo Alfaro (fichado por el Villarreal) o el portazo dado a Rodríguez. En la octava jornada, el técnico hispanoargentino era destituido tras la derrota ante el Orense (0-2). El período de Perico Alonso fue breve e innecesario; se perdió el tiempo en esas jornadas. A falta de dieciséis jornadas llegó Manolo Jiménez con el objetivo de salvar la categoría pero el equipo acabó descendiendo por méritos propios en un entorno extradeportivo muy cargado (tres entrenadores y tres presidentes). Lo único positivo fue el triunfo de aquella plantilla juvenil que logró el campeonato de División de Honor y el consecuente salto hacia el primer equipo.
El periplo en Segunda B fue tan tedioso y largo como en la anterior época de miserias. El primer año acabó con una promoción de ascenso frustrante tras lograr alcanzarla en la última jornada de Liga; atrás quedaba una competición que lideró a lo largo de buena parte de ésta. Manolo Jiménez fue cesado en la tercera jornada de promoción. De esa temporada queda el recuerdo de la aparición del empresario alicantino Enrique Ortiz en el accionariado y la decisión de instar una suspensión de pagos.
La segunda temporada quedó marcada por dos historias que no vaticinaban nada positivo para el Hércules: el sufrimiento para salvar la existencia del club una noche de julio de 2000 y el ascenso del Alicante CF al final de dicha temporada. Por medio queda la enésima crisis deportiva que, en esta ocasión se saldó con la destitución de Miquel Corominas en la jornada 19.ª y la presencia de Joaquín Carbonell en el banquillo para salvar la difícil papeleta.

### Duro golpe: El Hércules en 2.ª B (2001-2005)
Desde la temporada 2001-02 hasta la del ascenso fue un constante mosqueo entre herculanos y alicantinistas. Se tuvo que compartir el estadio a causa de que el Campo del Alicante no reunía las condiciones necesarias para jugar en Segunda B. A causa de que el Rico Pérez era municipal, se pidió al ayuntamiento jugar en él, a lo que el ayuntamiento accedió. Las constantes críticas hacia los alicantinistas, los enfados periódicos entre ambos cuerpos técnicos fueron habituales hasta el ascenso herculano.
En la tercera temporada (2001-02), el tema Alicante sirvió de espolón para el equipo blanquiazul, que, salvo unas pocas jornadas tras el cese de Álvaro Pérez, estuvo en puestos de promoción pero, al llegar a esta competición definitiva para el ascenso, un potente Terrassa se alzaba a Segunda tras ganar los seis encuentros de dicha liguilla.
Miñambres comenzaba la temporada 2002-03 sin confianza por parte de la afición y de la directiva. El equipo estuvo merodeando por los puestos mediocres de la tabla clasificatoria salvo esporádicas rachas como aquella de quince partidos sin perder diez de los cuales fueron empates, o, en algunos casos, con ultimátum hacia el técnico maragato. Aunque se ganó de forma contundente algunos partidos (0-5 en eL Mini Estadi o el 0-4 en Paterna) dos victorias están encima del resto y logradas tras el cese de Felipe Miñambres y la irrupción de Josip Višnjić en el banquillo herculano: la victoria ante el Alicante (1-3) con una avioneta sobrevolando el estadio con el anuncio y la proclama herculana "Rico Pérez Herculano" y el no menos importante 1-2 en el Nuevo Castalia y que rompía la racha de imbatibilidad sin perder del Castellón.

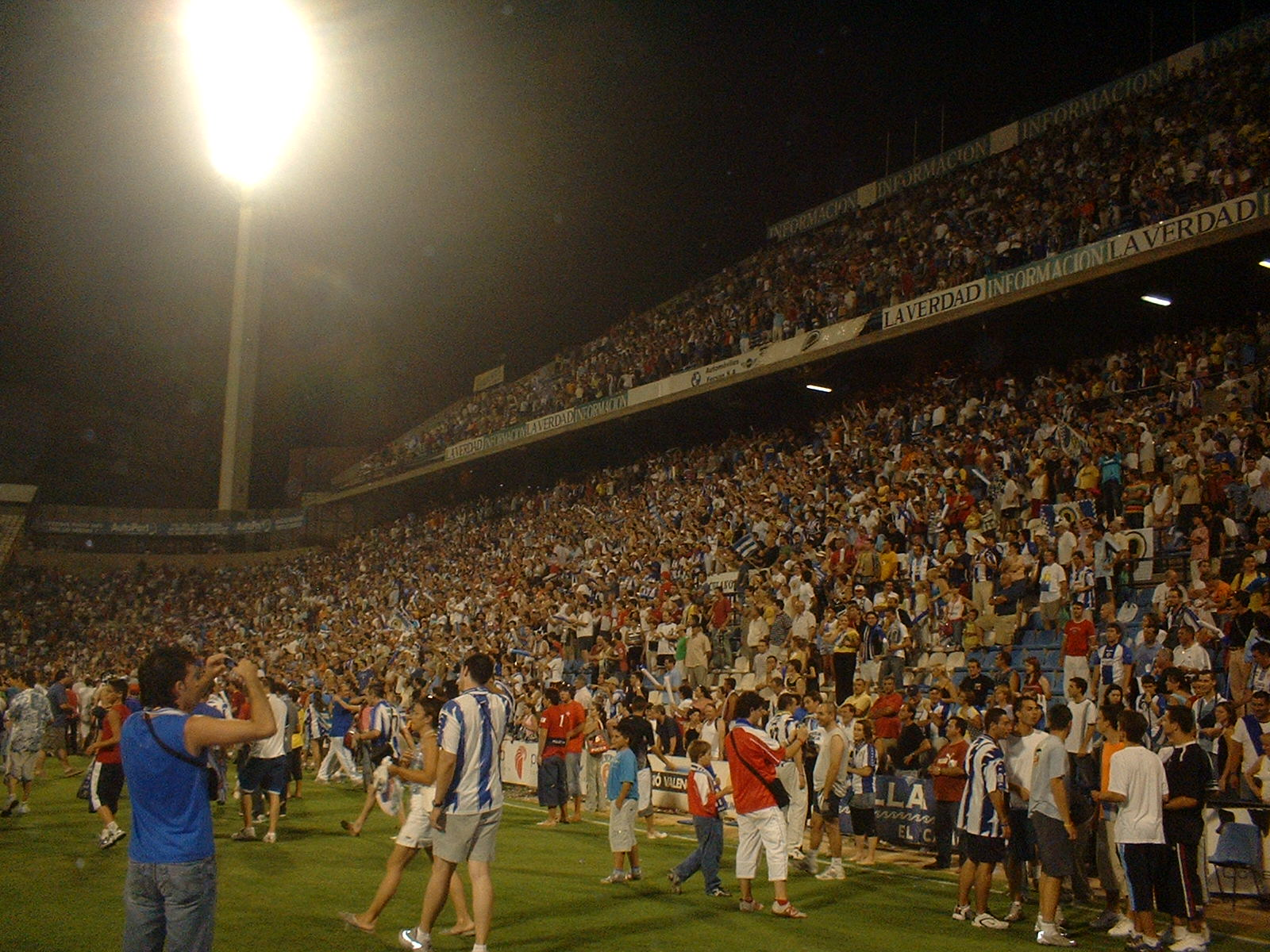
Ascenso del Hércules, temporada 2004-2005

En la temporada 2003-04 llegaba Subirats al Hércules y, con él, José Carlos Granero. A pesar del "subidón" de ilusión, no tardaría en bajarse los humos. Durante toda la primera vuelta jugada en el Rico Pérez no logró ganar ni un solo encuentro. En la jornada 18.ª un tanto de Kike Mateo (Lorca) pudo dejar fuera del banquillo herculano al técnico pero una decisión rápida de Subirats evitó el cese mediante el fichaje de varios jugadores en el invierno de 2003 (entre ellos se destaca la presencia de Álvaro Cámara). La segunda vuelta se saldó de forma más normal, si bien flojeó en los momentos decisivos. Para el mal recuerdo la escasa afluencia en los tres últimos encuentros. Esta temporada se perdió en casa ante el Alicante por un contundente 0-3, demostrando que la historia no ayuda a ser mejor equipo.
La temporada 2004-05 empezaba con muy mal pie. Un viernes trágico, el 23 de julio, con el partido contra el Barcelona programado para celebrar el trigésimo aniversario, se daba la mala noticia: la muerte de Humberto Núñez. Con el estigma Granero de por medio, la inestabilidad deportiva herculana está presente hasta bien iniciado el año 2005. El equipo comienza a creer en la gesta tras comenzar una racha que lo lleva hacia arriba, empezando en febrero por la victoria in extremis ante el Alicante (1-2) y acaba en su clasificación matemática ante el Espanyol B, en la jornada 36.ª, allá por mayo de 2005. La promoción fue un paseo tras eliminar, en una final anticipada, al Ceuta (0-1 allí, 2-0 en Alicante) y sellar el ascenso en Alcalá (1-3).

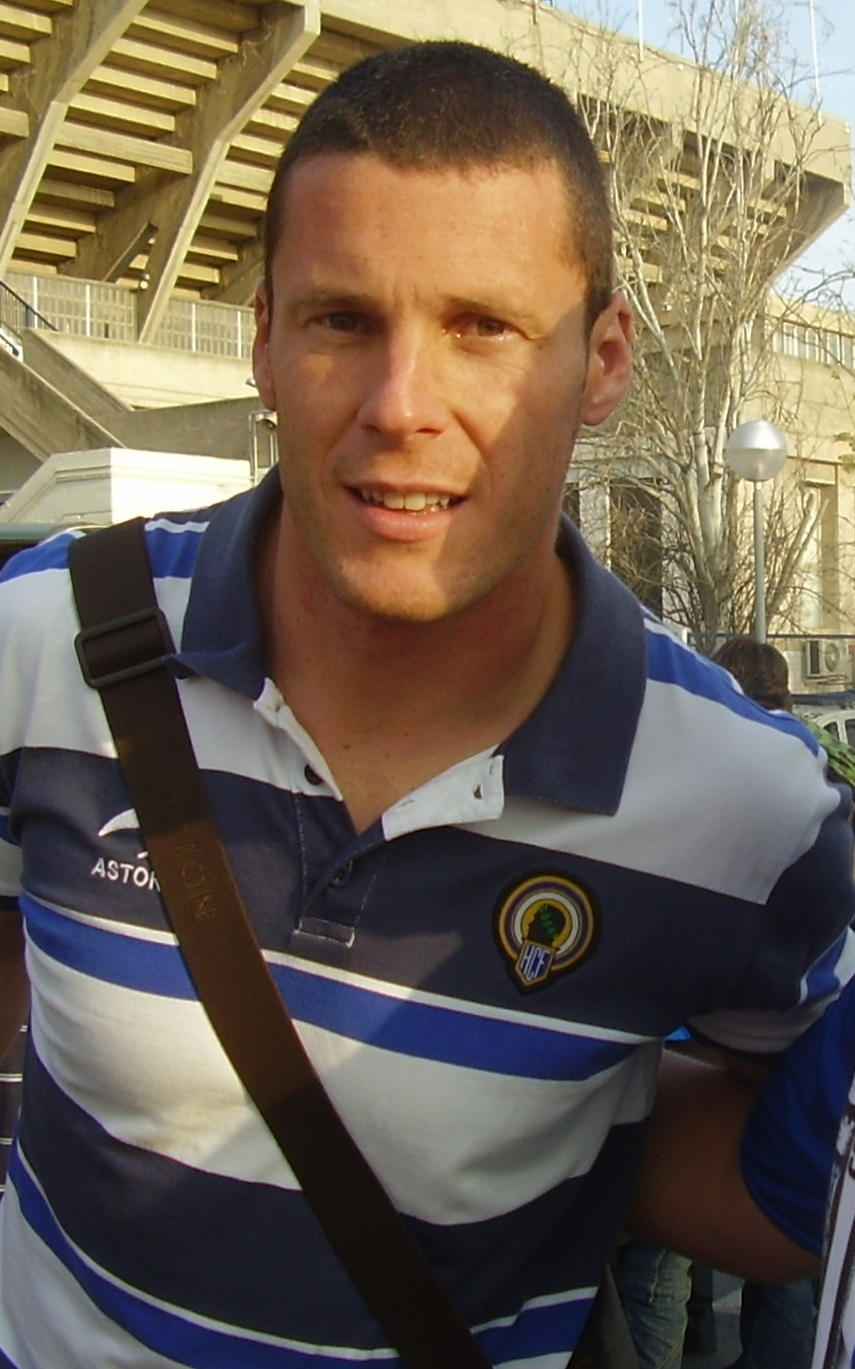
Juan Calatayud

Juan Calatayud quedó muy cerca de ganar el trofeo Zamora al quedar segundo en la candidatura con un total de 33 goles parados en 40 partidos en la temp. de Segunda (2009-10). El trofeo de aquel año lo ganó Vicente Guaita, el actual portero del  Celta de Vigo

### Lustro en Segunda División (2005-2010)
En las temporadas 2005-06, 2006-07 y 2007-08 el Hércules de Alicante anduvo por la segunda división sin pena ni gloria, manteniéndose en puestos cómodos pero sin llegar a aspirar a un ascenso real a primera división. Destacando quedar en la campaña 2008-09 a una diferencia de 3 puntos al tercer clasificado, el Club Deportivo Tenerife que posteriormente ascendería. Como nota anecdótica cabe destacar la coincidencia del Hércules en esa misma temporada con el otro equipo de su ciudad, el Alicante Club de Fútbol (que descendería la misma temporada) perdiendo el conjunto herculano en casa por 1-2 al igual que perdió el Alicante en su casa, hablando del partido de ida y vuelta entre ambos conjuntos alicantinos.
En la temporada 2009-10, el equipo alicantino escribe una primera vuelta sensacional, alcanzando la primera posición de la tabla al final de la misma. Sin embargo, en la segunda vuelta tiene un bache de resultados (6 partidos consecutivos sin conocer la victoria) que le lleva a salir de los puestos de ascenso. A pesar de ello, logra sobreponerse y alcanza el 2.º puesto al final de liga ascendiendo así a la primera división española junto con la Real Sociedad de Fútbol y el Levante Unión Deportiva.

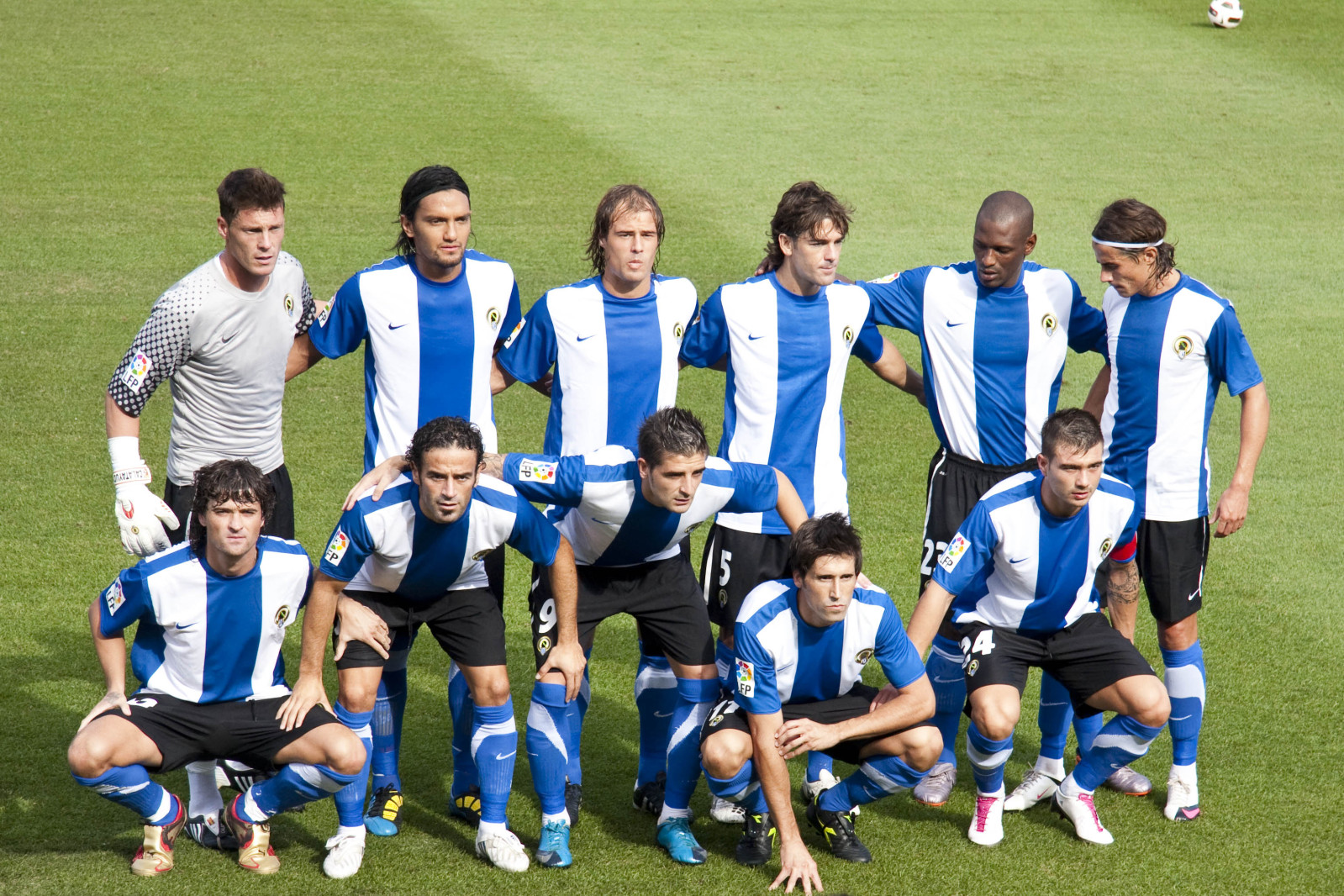
Primer once inicial de la temporada 2010-11, referente al encuentro entre el Hércules y Athletic Bilbao disputado en el estadio José Rico Pérez.

### Retorno a Primera División (2010-2011)
En la temporada 2010-11 se hacen fichajes de renombre como Royston Drenthe, David Trezeguet o Nelson Haedo Valdez entre otros. En la 2.ª jornada de liga, daba la sorpresa al ganar en el Camp Nou por cero goles a dos, los dos del paraguayo Nelson Valdez, resultado sorprendente dado que el FC Barcelona llevaba 16 meses sin perder en su estadio, concretamente desde el 23 de mayo de 2009, cuando perdió 0-1 frente al Osasuna, con un equipo totalmente plagado de suplentes. Desde ese momento, cuando el Hércules Club de Fútbol se enfrenta a un grande, como local o como visitante, apelan al "Espíritu del Camp Nou", creciéndose así el equipo y consiguiendo importantes victorias. Se alternaban victorias en casa con derrotas fuera. Al flojear los resultados en el Rico Pérez, culminando con una estrepitosa goleada frente a Osasuna en la 29.ª jornada (0-4), Esteban Vigo fue destituido.

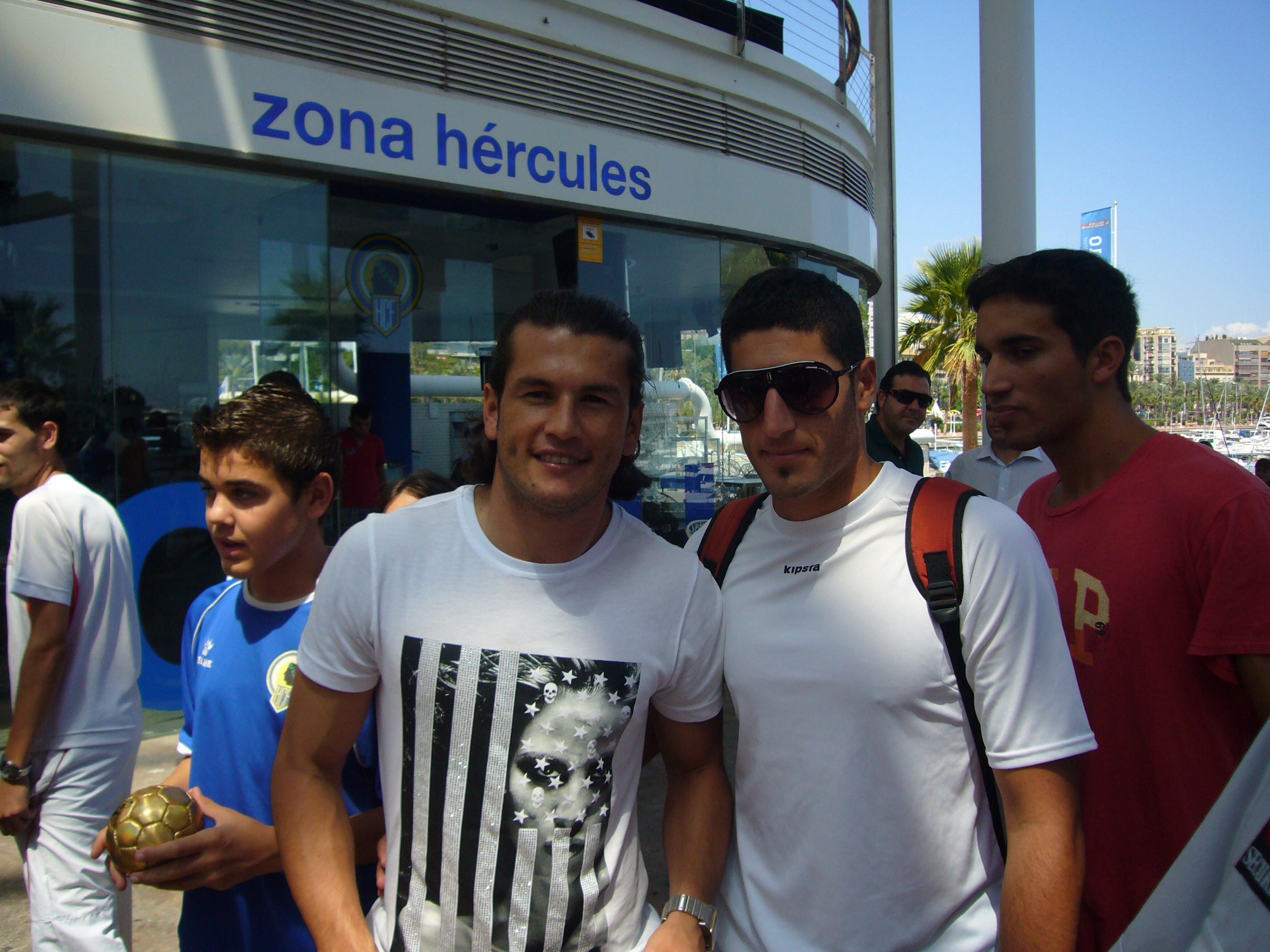
El paraguayo Nelson Haedo Valdez posando con unos aficionados el día de su presentación con la entidad alicantina

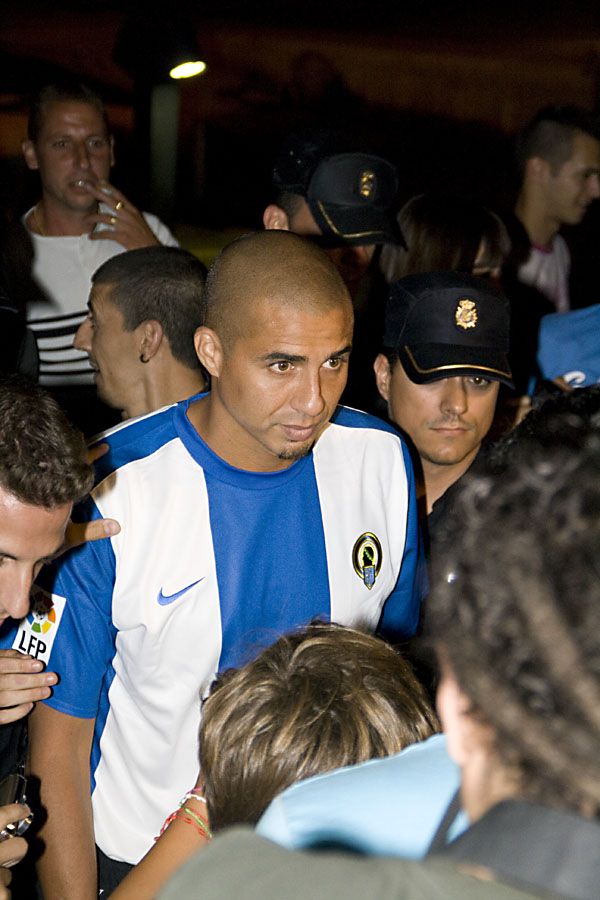
El exinternacional francés David Trezeguet en el día de su presentación con el club

Pese al buen comienzo de campeonato que tuvo, y estar en posiciones de tranquilidad durante gran parte de la temporada dejando grandes partidos como el 4-1 al Atlético, el 0-2 al Barça o el 2-0 al Sevilla, finalmente el equipo pega un bajón espectacular, coincidiendo con graves problemas disciplinarios y desavenencias dentro del vestuario. Miroslav Djukic no pudo revertir la situación en las últimas jornadas y finalmente, fuera de todo pronóstico, el Hércules acabaría la temporada como 19.º, con un nuevo descenso a 2.ª División.
El verano fue tenso para el Hércules, debido a la importante deuda contraída para fichar a jugadores del nivel de Drenthe,David Trezeguet o Nelson Valdez. Finalmente se venden los tres jugadores y el entrenador Juan Carlos Mandiá vuelve al club. Además, durante el verano la directiva que preside Valentín Botella cambia el nombre de la entidad a Hércules de Alicante C.F., S.A.D.

### Otra vez en Segunda (2011-2014)
Comienza bien la temporada el equipo, llegando a ser líder en los primeros meses de la competición. Finalmente, el equipo vuelve a pegar un bajón, aunque acaba clasificándose para jugar los play-off de ascenso, donde sería eliminado por la AD Alcorcón gracias al valor doble del gol de Ángel en el empate 1-1 en el Rico Pérez y el 0-0 en el Santo Domingo.
La temporada 2012-13 fue peor que la anterior ya que el Hércules merodeaba generalmente entre los puestos de descenso, lo que a Juan Carlos Mandiá le costó el puesto en la 10.ª jornada. Entonces llegó al banquillo Quique Hernández que ya había entrenado al Hércules en otras ocasiones, entre ellas, en la temporada 1996-97 cuando este equipo estaba en Primera División. Cuando llegó, el Hércules seguía en los puestos de descenso pero a partir de la 35.ª jornada el Hércules resurgió quedando esa jornada en el puesto 17.º y a partir de ahí hizo una montaña de puestos quedando en el 13.º puesto en la 39.ª jornada, pero luego bajó y quedó en el puesto 17.º al terminar la temporada.
En la temporada 2013-14 el Hércules empieza bien, llegando a estar en el 9.º puesto en la 3.ª jornada pero comienza a bajar puestos y en la 6.ª jornada ya está en los puestos de descenso y no saldrá de ahí hasta la 19.ª jornada donde queda en el 16.º puesto y merodea una vez más con el bordillo y los puestos de descenso. Es entonces cuando el 17 de mayo de 2014, el Hércules cae contra la AD Alcorcón en la jornada n.º 39 y con muy pocas oportunidades de conseguir la permanencia, alcanzando el descenso "virtual" del equipo a 2.ªB. En la jornada n.º41 consuma su descenso a 2.ª División B pese a ganar 0-1 al Mirandés, tras una segunda vuelta de campeonato nefasta, que deja al equipo en el último puesto de la tabla.

### Retorno a 2.ª B (2014-2017)
En la temporada 2014-15, el Hércules regresa a 2.ª B tras 9 años de ausencia, el equipo se mantiene en los puestos de promoción durante toda la temporada, en junio en su camino de volver a Segunda se encuentra con el Real Murcia Club de Fútbol al que vence tras un 1-1 en casa y un 0-1 fuera, luego en su camino se encuentra el Cádiz Club de Fútbol, quien desgraciadamente no es capaz de vencer tras un 2-1 en casa y un 1-0 en el Carranza quedándose otro año más en 2.ª B.
Para la temporada 2015-16 realiza una campaña aunque no tan brillante como la anterior quedando clasificados para la promoción de ascenso, vencería al navarro Club Deportivo Tudelano por 1-0 en casa y 0-1 fuera, al Club Deportivo Toledo por un 0-1 en el Estadio Salto del Caballo y un peleado 2-2 en casa. Pero la mala suerte volvería a cebarse con el Hércules quedando eliminado otra vez por el Cádiz Club de Fútbol por un 1-0 fuera y un 0-1 en casa.

En la temporada Segunda División B de España 2016-17 el club ficha a Luis García Tevenet como entrenador (quien hizo importantes campañas en Segunda con el SD Huesca) con el objetivo de ascender a Segunda de una vez por todas, el club progresa de una forma un poco irregular coqueteando con los puestos de ascenso, y realizando grandes hazañas en Copa del Rey, clasificándose a los dieciséisavos y tocándole el Fútbol Club Barcelona, dejando en el partido de ida un sorprendente 1-1 pero desafortunadamente perdería por un contundente 7-0 en el Camp Nou tras una gran primera parte realizada por el conjunto alicantino.

### Casi desaparición y nueva final por el ascenso (2017-2020)
Tras acabar la temporada Segunda División B de España 2016-17 con Carlos Luque (entrenador del Hércules CF B) como nuevo entrenador tras destituir a Tevenet semanas antes de acabar la liga, las cuentas quedan bloqueadas sin poder realizar ningún movimiento de plantilla, salvo las bajas. El presidente Carlos Parodi es sustituido por el empresario vasco Juan Carlos Ramírez que hasta ahora había estado financiando al equipo, convirtiéndose este en el nuevo presidente del club alicantino. Su objetivo principal, llevar las negociaciones con la agencia tributaria y así asegurar la supervivencia del club al borde de la liquidación debido a la deuda (difícil de saldar debido a la categoría en la que se encuentra el equipo). Tras semanas de negociaciones sin respuesta por parte del organismo público, el actual presidente Juan Carlos Ramírez, que prometió un ingreso de 1.500.000 € para formar un gran equipo capaz de ascender, amenaza con que si no obtiene respuesta de Hacienda se marcha del club, lo que le convertiría en el presidente que menos duró en el cargo. Tras mucho insistir logra su objetivo y Hacienda acepta las condiciones para saldar la deuda que impone el presidente. A día de hoy se espera que comiencen los movimientos de confección de plantilla a cargo del exjugador herculano Javier Portillo que tras su retirada de los terrenos de fútbol ha estado muy activo en los despachos de la misma entidad logrando este año el título de director deportivo. El Hércules CF firma contrato con el entrenador argentino Gustavo Siviero, que será el responsable de entrenar al club en la campaña Segunda División B de España 2017-18. Sin embargo, tras cosechar malos resultados, es destituido al término de la jornada nueve y reemplazado por Claudio Barragán, con el objetivo de ascender a Segunda División. En la jornada 25 Claudio Barragán es destituido y es reemplazado por Josip Višnjić, quién debuta con una cómoda victoria por 0 goles a 3 ante el Deportivo Aragón. A pesar de este buen inicio, el Hércules no es capaz de engancharse a los puestos que dan acceso a la tan ansiada promoción y queda finalmente en décimo puesto, sin posibilidad de jugar la Copa de S.M. el Rey.
En la temporada 2018-19 con Lluís Planagumà como entrenador, el Hércules quedó segundo en la clasificación. En promoción ganaron al Barakaldo, al Logroñes y perdieron en la final contra la Ponferradina, con un 1-3 en la ida disputada en el José Rico Pérez y un 1-0 en la vuelta en Ponferrada.
En verano de 2020 se oficializa la llegada de Carmelo del Pozo como director deportivo y David Cubillo como entrenador para conseguir el ascenso a Segunda División. Dicha temporada se salda con el conjunto herculano en puestos de descenso a Tercera División, pero el descenso no se consuma debido a la situación epidemiológica, que llevó a la RFEF a reestructurar el sistema de ligas de cara a instaurar una división semiprofesional y, para llevarlo a cabo, suprimió los descensos en las categorías no profesionales del fútbol español.

### Reestructuración de divisiones y descenso a la cuarta categoría (2020-presente)

Gráfico del desempeño del Hércules FC en la liga 1929-2023

La temporada 2020-21, condicionada por la pandemia de COVID-19, sería la última que se conocería como 2.ª División B, que precedería a las nuevas categorías de la RFEF y que sería sustituida por la Primera División RFEF como tercera categoría del fútbol español. El sistema de competición de esta temporada se dividió en tres fases, que repartirían a los equipos según sus resultados entre: Segunda División, Primera RFEF (3.ª categoría), Segunda RFEF (4.ª categoría) y Tercera RFEF (5.ª categoría). Además, al suprimir los descensos de la temporada anterior, el incremento en el número de equipos participantes llevó a organizar la primera fase en 5 grupos con 2 subgrupos de 10 equipos cada uno. El Hércules terminó esta primera fase como 4.º clasificado, optando en la segunda fase a clasificarse a 1.ª RFEF. Sin embargo, en esta segunda fase para 1.ª RFEF (grupo II-D), el conjunto alicantino acabó tercero, lo que le condenó a jugar la siguiente temporada 2021-22 en la cuarta categoría del fútbol español: Segunda RFEF. Un descenso histórico para el club, que además afronta una delicada situación económica.
La temporada 2021-2022 de Segunda RFEF culminó con el Hércules en quinto puesto de su grupo (Grupo V), clasificándose para el play-off de ascenso a Primera RFEF. Dicho play-off se disputó íntegramente en la provincia de Alicante, debido a la predominancia de equipos alicantinos en la disputa del ascenso (Eldense, La Nucía y Hércules), siendo una de las sedes el Estadio José Rico Pérez. El Hércules disputó así su primera eliminatoria del play-off en su estadio (ejerciendo como visitante) contra el Unión Adarve, clasificado como 2.º del grupo I. La eliminatoria se saldó con un empate (1-1) tras la prórroga, que clasificó al Unión Adarve a la siguiente ronda de la eliminatoria debido a su mejor puesto en la liga regular. El Hércules permaneció así en la cuarta categoría del fútbol español el año de su centenario.
Tras una amarga temporada, en la que el Hércules finaliza 7º en Segunda RFEF y queda fuera de la eliminatoria de ascenso, el equipo afrontaba una ilusionante campaña 2023-2024. Con Rubén Torrecilla como entrenador, el Hércules encadenó 3 victorias consecutivas al inicio de la temporada y fue campeón de invierno. Sin embargo, a partir de la jornada 22, que se saldó con victoria del Hércules 0-2 ante el Andrach, se sucedieron 6 jornadas sin victoria de los alicantinos, lo que se tradujo en un quinto puesto en la clasificación, a 9 puntos del entonces líder, el Badalona Futur. Ante todo pronóstico, el Hércules consiguió sumar los 3 puntos en cada una de las siguientes jornadas, llegando primero y dependiendo de sí mismo para lograr el ascenso directo como campeón del grupo 3. Así, el 5 de mayo de 2024, con una victoria 2-1 ante el Lleida en el Rico Pérez, el Hércules obró el ascenso a la categoría de bronce, Primera RFEF, quedando líder del campeonato con 65 puntos.

## Denominaciones
- 1914-1941: Football Club Hércules.
- 1941-1942: Alicante Club Deportivo.
- 1942-1943: Hércules de Alicante.
- 1943-1969: Hércules Club de Fútbol.
- 1969: Hércules de Alicante Club de Fútbol.
- 1969-2011: Hércules Club de Fútbol. Convertido en sociedad anónima deportiva desde 1995.
- 2011-Act: Hércules de Alicante Club de Fútbol, S. A. D..

## Administración
- Máximo accionista:  Enrique Ortiz Selfa
- Propietario:  Instituto Valenciano de Finanzas
- Presidente: Carlos Parodi García-Pertusa
- Consejero:  José León
- Consejero:  Miguel Ángel González
- Director deportivo:  Paco Peña
- Adjunto a la dirección deportiva:  Vacante
- Secretario Técnico:  Vacante
- Director de Cantera:  Daniel Barroso

## Presidentes

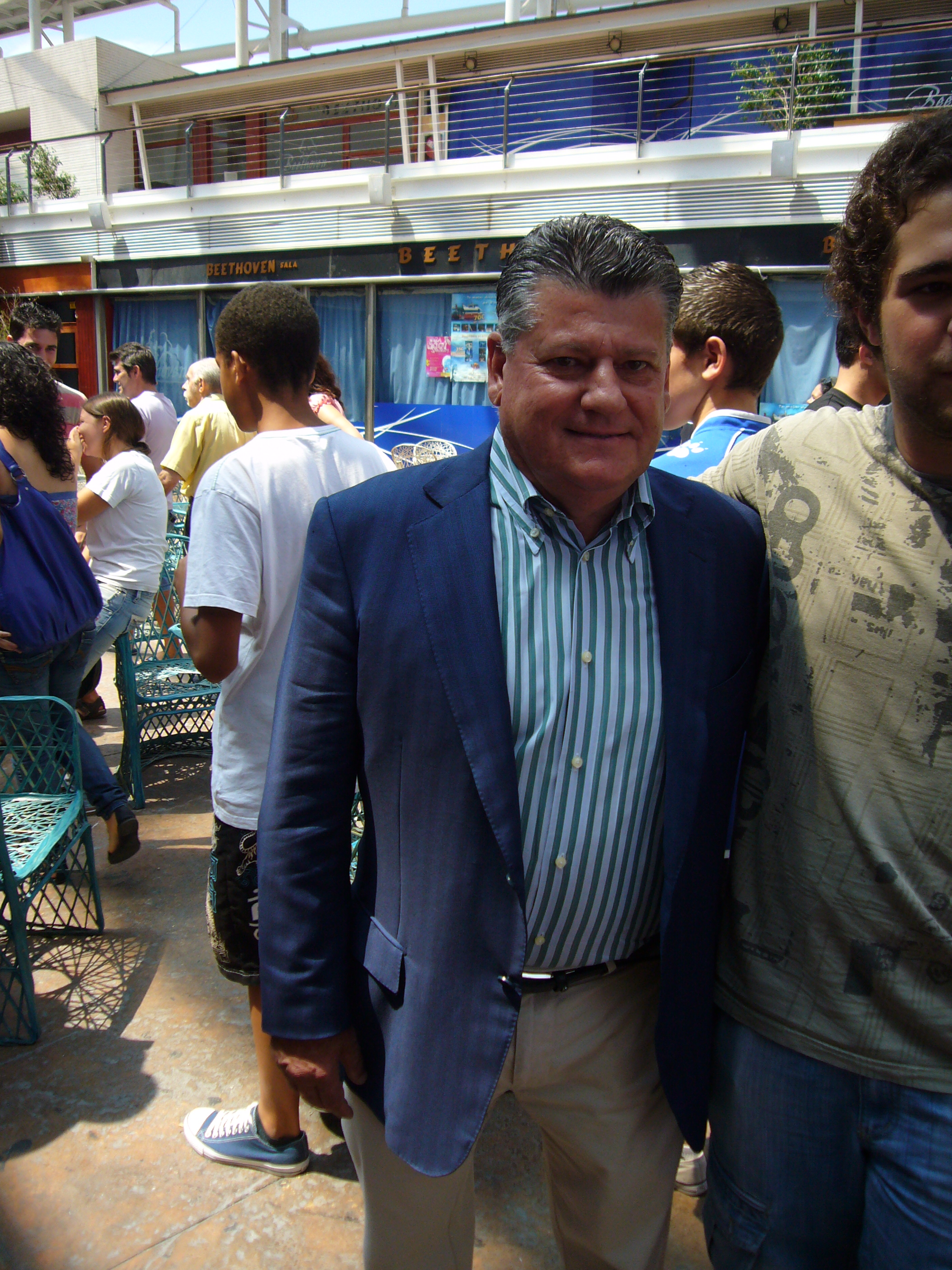
Valentín Botella, expresidente del Hércules

A lo largo de la historia del club han sido varios los encargados de ostentar la presidencia del mismo. Destaca sobre todos ellos, José Rico Pérez que permaneció en el cargo durante 14 años consecutivos, siendo este período el de mayores éxitos deportivos y grandes logros institucionales.
| - Heliodoro García (1914-1922) - José Masiá Enebra (1922-1923) - Alberto Misó (1923-1924) - Enrique Picó (1924-1925) - José Olmos (1925-1926) - Enrique Arlandiz (1926-1927) - Enrique Picó (1927-1929) - Eduardo Campos de España (1929-1930) - José Antonio Larrinaga Gorostiza (1930-1936) - Eladio Pérez del Castillo (1939-1941) - Joaquín Quero Bravo (1941-1942) - José Abad Gosálbez (1942-1944) - Renato Bardín Más (1944-1945) - Miguel Alemany Selfa (1945-1948) - José Geralt Rull (1948-1949) - Heliodoro Madrona Julbe (1949-1951) - Alfonso Guixot Guixot (1951-1953) - Juan Pastor Catalán (1953-1954) - Alfonso Guixot Guixot (1954-1955) - Paulino Verdú Pérez (1955-1957) | - Luis Ghiloni Rosnoblet (1957-1958) - Felipe Fuster Santamaría (1958-1962) - Francisco Muñoz Llorens (1962-1964) - Joaquín Ferrer Strenge (1964-1968) - Tomás Tarruella Alonso (1968-1971) - Miguel Luis Vidal Masanet (1971) - José Rico Pérez (12 de marzo de 1971-16 de agosto de 1984) - José Torregrosa Ronda (interino) (16 de agosto de 1984 - 25 de mayo de 1987) - José Ramón Solano Rodríguez (1987-88) - Emilio Orgilés Pérez (20 de marzo de 1988-4 de junio de 1990) - Manuel Albarracín (18 de julio de 1990-10 de marzo de 1992) - Aniceto Benito Núñez (18 de mayo de 1992-20 de noviembre de 1997) - Francisco Peris Pastor (20 de noviembre de 1997-26 de noviembre de 1998) - Francisco Muñoz Llorens (interino) (1998/99) - Antonio Alberola (interino) (1999) - Luis Esteban Marcos (1999) - José Enrique Carratalá Ferrández (diciembre de 1999-2004) - Enrique Ortiz Selfa (2004-11 de noviembre de 2004) - Valentín Botella Ros (11 de noviembre de 2004-4 de julio de 2012) - Jesús García Pitarch (4 de julio de 2012-31 de mayo de 2013) | - Carlos Parodi García-Pertusa (junio de 2013-24 de abril de 2017) - Juan Carlos Ramírez (5 de mayo de 2017-13 de febrero de 2018) - Quique Hernández (13 de febrero de 2018-10 de octubre de 2018) - Carlos Parodi García-Pertusa (interino) (10 de octubre de 2018-21 de marzo de 2019) - Carlos Parodi García-Pertusa (21 de marzo de 2019-27 de enero de 2020) - Quique Hernández (27 de enero de 2020-28 de mayo de 2020) - Carlos Parodi García-Pertusa (28 de mayo de 2020-Presente) |

## Uniforme

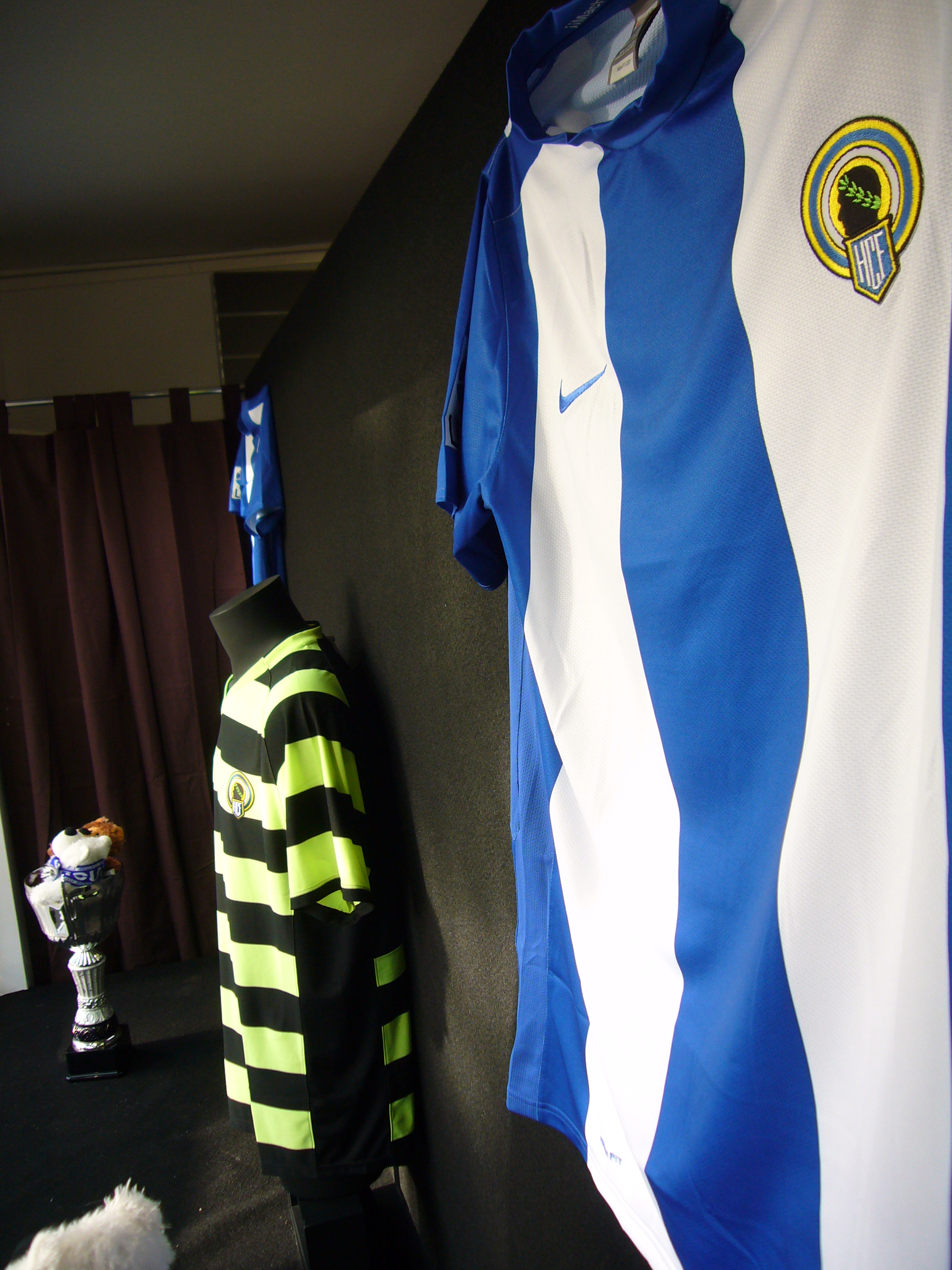
Camisetas del Hércules 2010-11 en el escaparate de la tienda oficial situada en el estadio José Rico Pérez.

Desde sus orígenes hasta 1928, el Hércules vistió camiseta a franjas verticales rojas y blancas, con pantalón y medias negras. Con la desaparición del Club Natación Alicante, el Hércules adoptó sus colores en 1928, y desde entonces siempre ha lucido camiseta blanquiazul y pantalón negro. Sin embargo, el color de las medias ha ido cambiando en algunas épocas, siendo negras o azules, si bien, desde 1959 hasta la actualidad han sido azules con la salvedad de la temporada 2007/08 que fueron negras.

### Uniforme actual
- Uniforme titular: Camiseta blanca con franja ancha degradada azul en el centro y mangas azules, pantalón negro, medias azules.
- Uniforme alternativo: Camiseta negra con rallas rojas, pantalón rojo, medias rojas.
- Tercer Uniforme: Camiseta amarilla, pantalón amarillo, medias amarillas.

| 1914 | 1928 | 1943 | 1959 | 1994 |  |

| 2007-08 | 2009-10 | 2010-11 | 2017-18 | 2020-21 |

### Proveedores y patrocinadores
| Periodo   | Proveedor                  | Patrocinador         |
| --------- | -------------------------- | -------------------- |
| 1984-1989 |                            | Cajalicante          |
| 1990-1995 |                            | Alicante Turismo     |
| 1995-1997 | Jijona                     |                      |
| 1997-2000 | Terra Mítica               |                      |
| 2000-2002 |                            | Jijona               |
| 2002-2005 | Silver Eagle               |                      |
| 2005-2006 | Ciudad de la Luz           |                      |
| 2006-2008 | Comunidad Valenciana       |                      |
| 2008-2010 | Comunidad Valenciana       | Astore               |
| 2010-2011 |                            | Comunidad Valenciana |
| 2011–2014 | Codere y Toyota Medimotors |                      |
| 2014–2017 | VivelaSuerte               |                      |
| 2017-2020 |                            | TM Grupo             |
| 2020-2024 |                            | Marcos Automoción    |
| 2024-2025 | Finetwork                  |                      |
| 2025-     | Ekokai                     |                      |

## Himno

### Himno de 1922
En los primeros años del Hércules F.C. ya se empezaban a oír cánticos por muchas plazas y calles de Alicante, dando a conocer un himno para el muy joven Hércules. Conocido como "El Hércules silencioso y complaciente" ya se consideró la Canción del Hércules F.C. como himno oficial del club.
La Canción del Hércules F.C. era así: "El Hércules, silencioso y complaciente, a sus jóvenes va a diario entrenando, mientras los otros jugando están al tute, teniendo un campo para poder jugar. El Hércules todos los días, con su maestro, el jorobao, va demostrando lo que juega, que es algo más de lo que se han figurao. Al Hércules F.C. no lo camelarán, porque sus jugadores tienen dignidad; el Hércules no paga gazpachadas ni tampoco a ningún jugador: juegan por amor al deporte, porque tienen afición. El Hércules no tiene falda alguna ni tampoco ningún protector; lo que tiene son buenos riñones, para jugar al fútbol." "El Hércules, sociedad alicantina, con un equipo algo más que regular, con afán que no hay equipo alguno que le puede superar. Con corazones anhelantes por enseñarse a jugar, van adquiriendo jugadores que el Hércules los sabe preparar. El Hércules F.C. dispuesto va a luchar para honrar el nombre de su sociedad. El Hércules, equipo de infantiles, pero que tienen un gran capitán, que buscando va siempre partidos para poderse entrenar. El Hércules no teme a su adversario, y sus colores defendiendo va, porque quiere elevar muy alto a su invicta sociedad."

### Himno de 1933
Se puede considerar como primer himno del Hércules, un cuplé de 1933, titulado "Hércules F.C." Los autores de la letra fueron Manolo Pacheco y Agustín Rodrigo, la música del maestro Alonso. Debido a que la letra se acopló al "Pasacalle de los nardos" de la comedia musical "Las Leandras" el himno se convirtió de dominio popular en la época.
El cuplé se iniciaba así: En el Estadio Bardín; ha surgido un campeón; y los hinchas en el fiel allí lo aclaman; La afición lo premiará; El equipo triunfará; por su estilo y su clase colosal; El murciano que lo ve; va y dice: venga usted; a enseñarme la majeza de su fútbol; que no hay nada en la región; comparable al campeón; en Levante, Cataluña y Aragón; Aracil, Gámiz, Ramonzuelo, Suárez, Páez y Jover. Torre, Juanele, Florencio, Gorduras, Roberto y el gran Ayguadé... Con Maciá, Salvador, y Nieto, Vilanova y Gorgé... Delantero chute usted; y dé fuerza al pelotón; y los goles que marquéis serán certeros; Vuestros tantos servirán; para dar gran sensación; en Polonia, California y el Japón.

### Himno de 1974
41 años después, en 1974, surgió otro himno, titulado "Himno del Hércules CF de Alicante". El letrista fue Alfredo Garrido, mientras que el maestro alicantino afincado en Madrid José Torregrosa puso la música. El disco se publicó por Philips bajo la autoría "Alfredo y sus amigos".

## Estadio

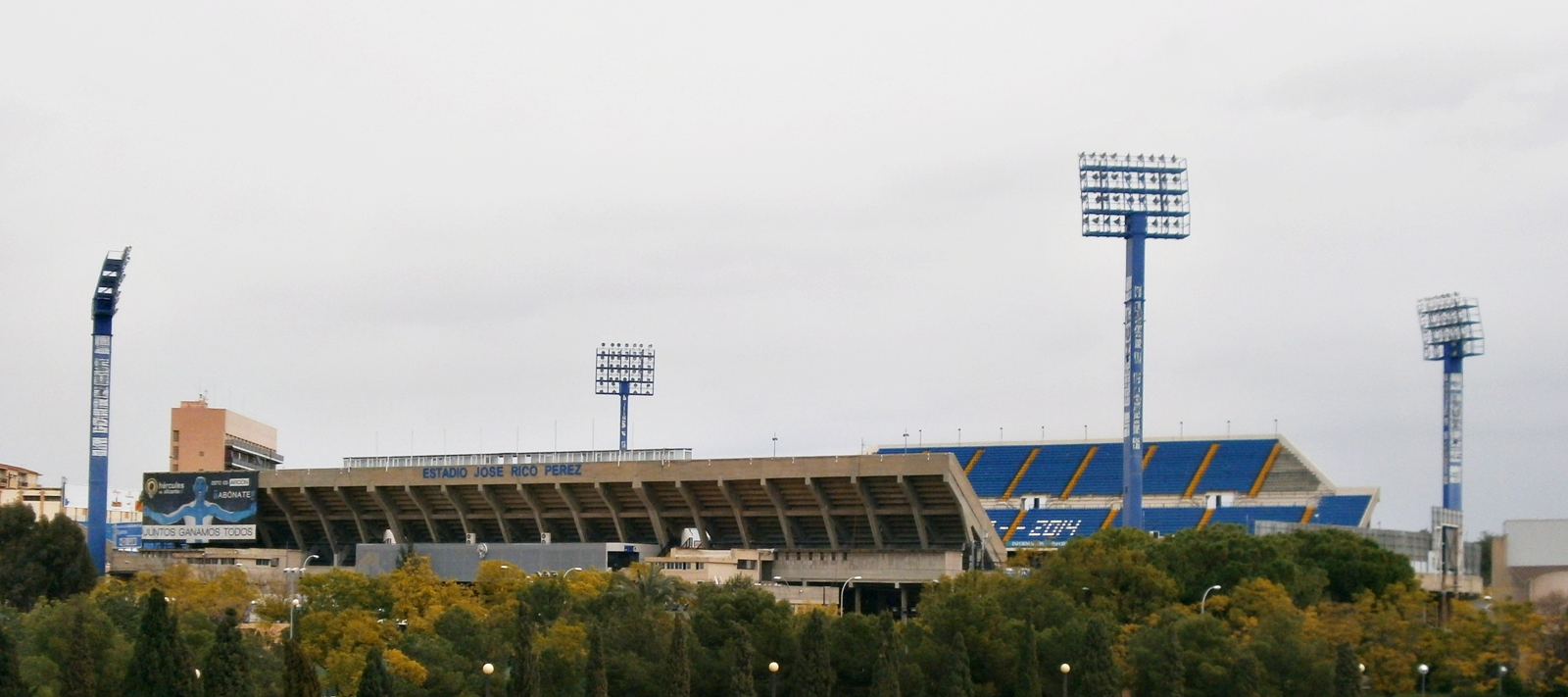
Vista exterior del estadio

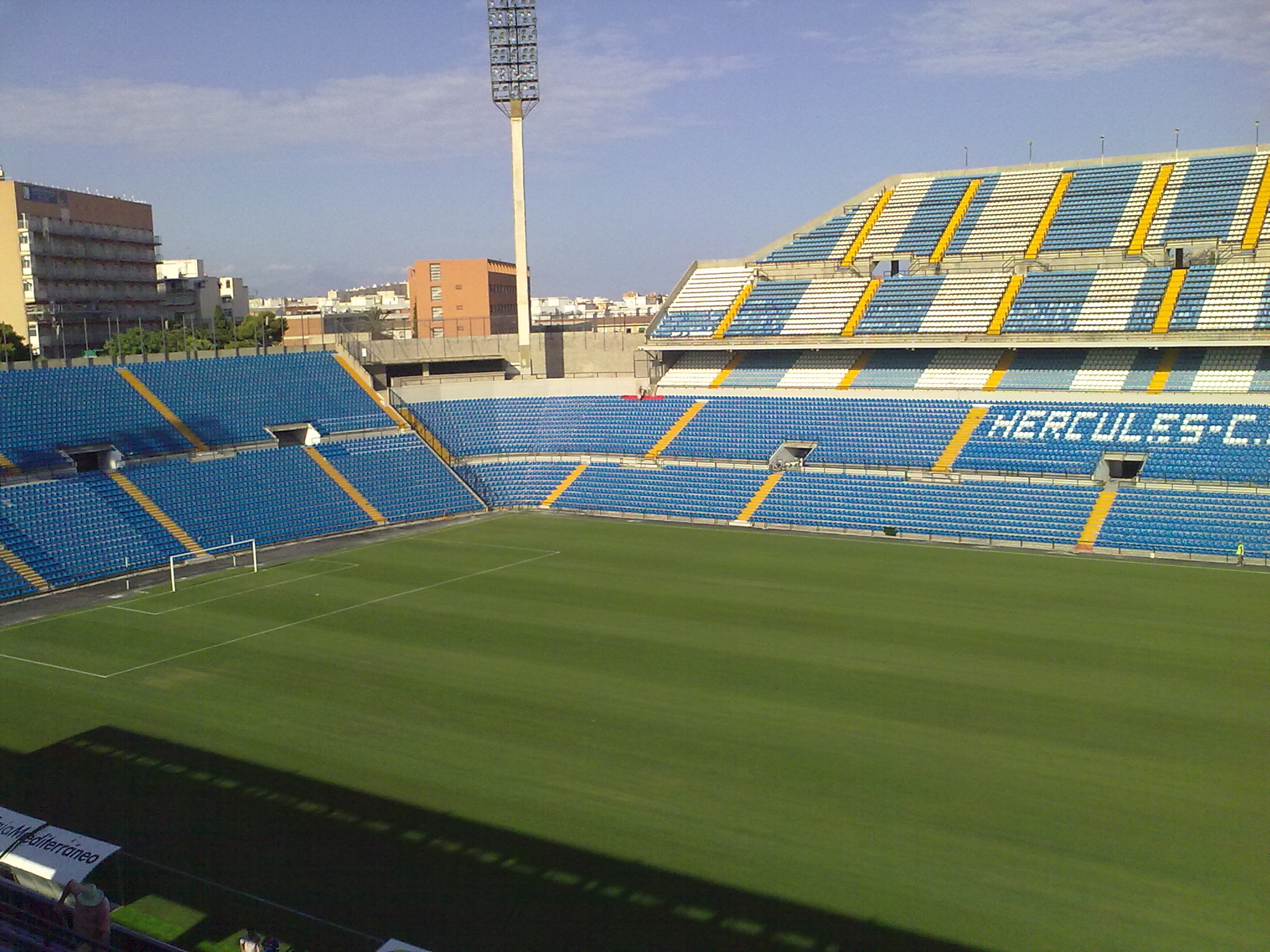
Vista interior del estadio

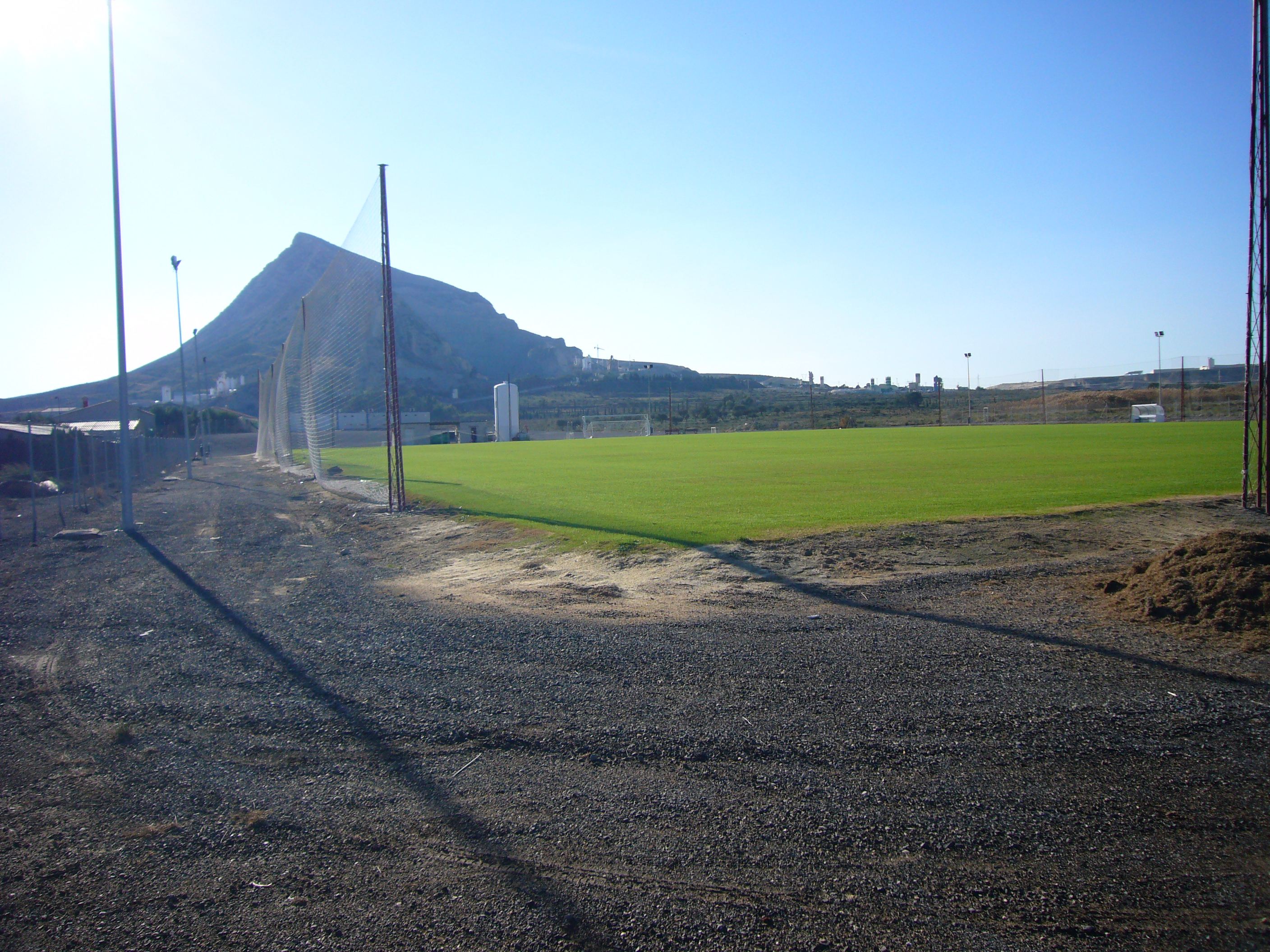
Campos de entrenamiento de Fontcalent

Construido por el Hércules, fue inaugurado el 3 de agosto de 1974 con un partido amistoso entre el Hércules Club de Fútbol y el FC Barcelona. El primer partido oficial lo disputaron el Hércules y el Real Murcia y finalizó con empate a dos goles.
El estadio toma el nombre de don José Rico Pérez, presidente del Hércules que fue promotor de la construcción del mismo.
En él se disputaron tres partidos del Campeonato Mundial de Fútbol España 1982, dos de ellos de la fase previa en la que actuaba la Selección de Argentina como local, y el partido por el tercer y cuarto puesto disputado por Francia y Polonia, resultando ganador el equipo polaco.
En 1994 el estadio pasa a ser propiedad municipal, tras el acuerdo del Club y el Ayuntamiento por el cual este último compraba la instalación por 900 millones de las antiguas pesetas, para que el Club cancelara sus deudas y realizara la conversión en Sociedad Anónima Deportiva.
El 11 de abril de 2007, el Estadio José Rico Pérez deja de ser propiedad municipal para pasar a propiedad del Hércules después de 13 años, tras pagar el precio que costó más la subida del IPC desde 1994. Además, se está gestando un proyecto para reformar el estadio con arquitectos de renombre mundial. Desde el club se pretende crear un estadio que sea punto de referencia en la ciudad de Alicante.
Con el ascenso a Primera conseguido en julio de 2010, se le hizo un lavado de cara al estadio, desde palco, vestuarios, cambio de césped, fachada exterior, butacas, servicios, cabinas de prensa, sistema de riego, aparcamiento, etc. Durante el verano de 2010 no lo utilizaron los jugadores debido a las obras, pero el 21 de agosto de 2010, el Hércules estrenó el remodelado Rico Pérez contra el Real Madrid en un amistoso con resultado favorable a los blancos de 1-3.
Actualmente el club entrena en la Ciudad Deportiva de Alicante, próxima al Estadio José Rico Pérez ante la imposibilidad de utilizar el campo de fútbol de Fontcalent.
El campo de fútbol de Fontcalent, situado en La Campaneta, en la partida rural de Fontcalent (Alicante) es donde habitualmente el conjunto herculano realiza sus sesiones de entrenamiento. Se prevé que el club forme una ciudad deportiva allí aunque realmente no se pudo llevar a cabo debido a que el suelo sobre el que se ha levantado el campo de entrenamiento está calificado como rústico no urbanizable, según el Plan General de Ordenación Urbana de Alicante. Por lo que el Hércules no ha podido realizar ninguna edificación reseñable, de hecho el Ayuntamiento le denegó la licencia de obras al encontrarse en suelo no urbanizable. Después de gestiones y tras el compromiso del club blanquiazul de limitar el uso de la cancha al mero entrenamiento deportivo, además de aceptar la prohibición de urbanizar la zona, el Consistorio regularizó la utilización de la instalación por un periodo de siete meses. En la actualidad el club puede utilizar estas instalaciones gracias a la renovación de los permisos temporales que le concede el ayuntamiento. Ante la imposibilidad de realizar obra alguna obliga al club a utilizar como vestuarios, gimnasio y sala de prensa unas casetas prefabricadas.

Diferentes vistas sobre el estadio del Hércules, el José Rico Pérez
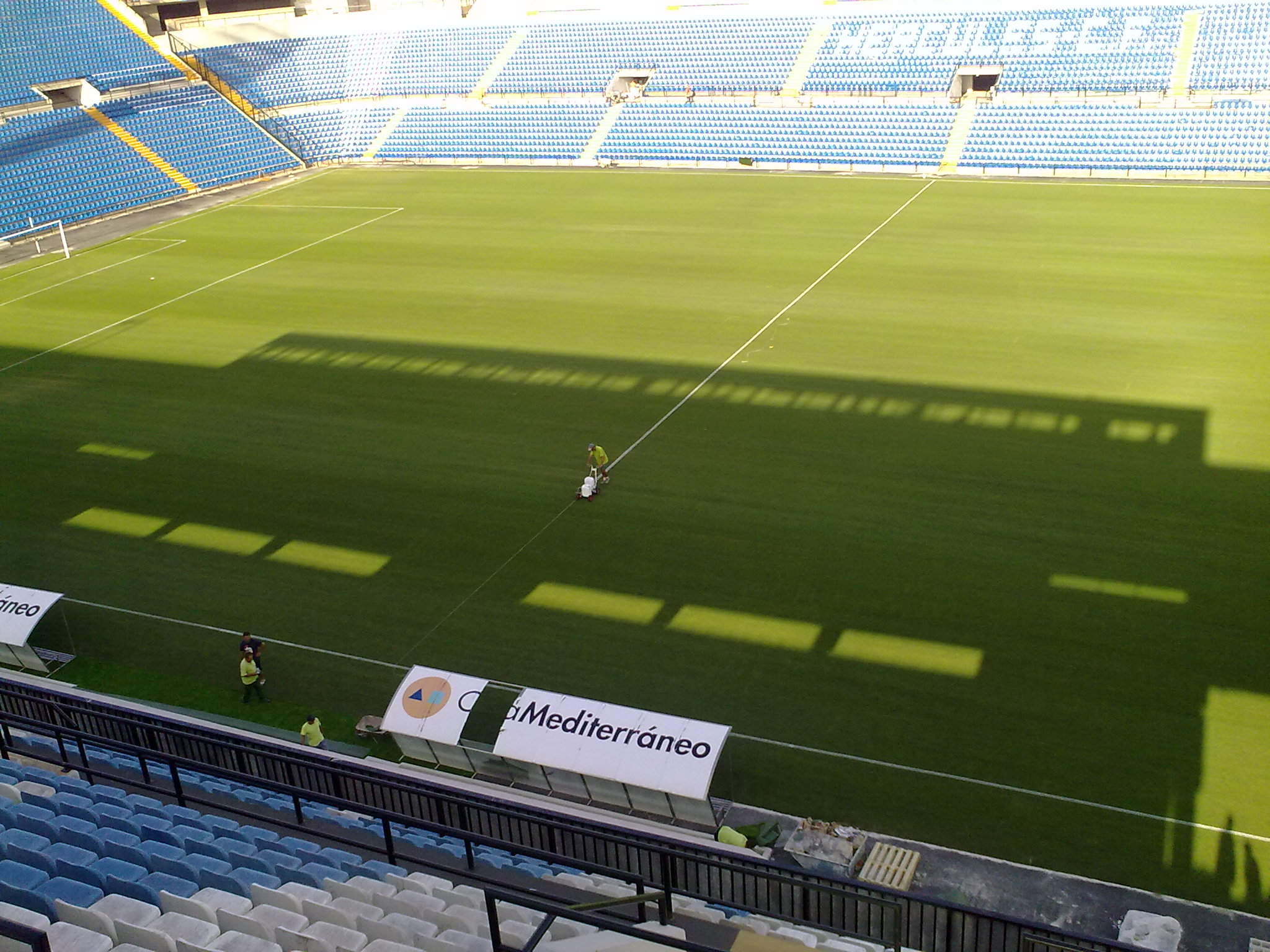
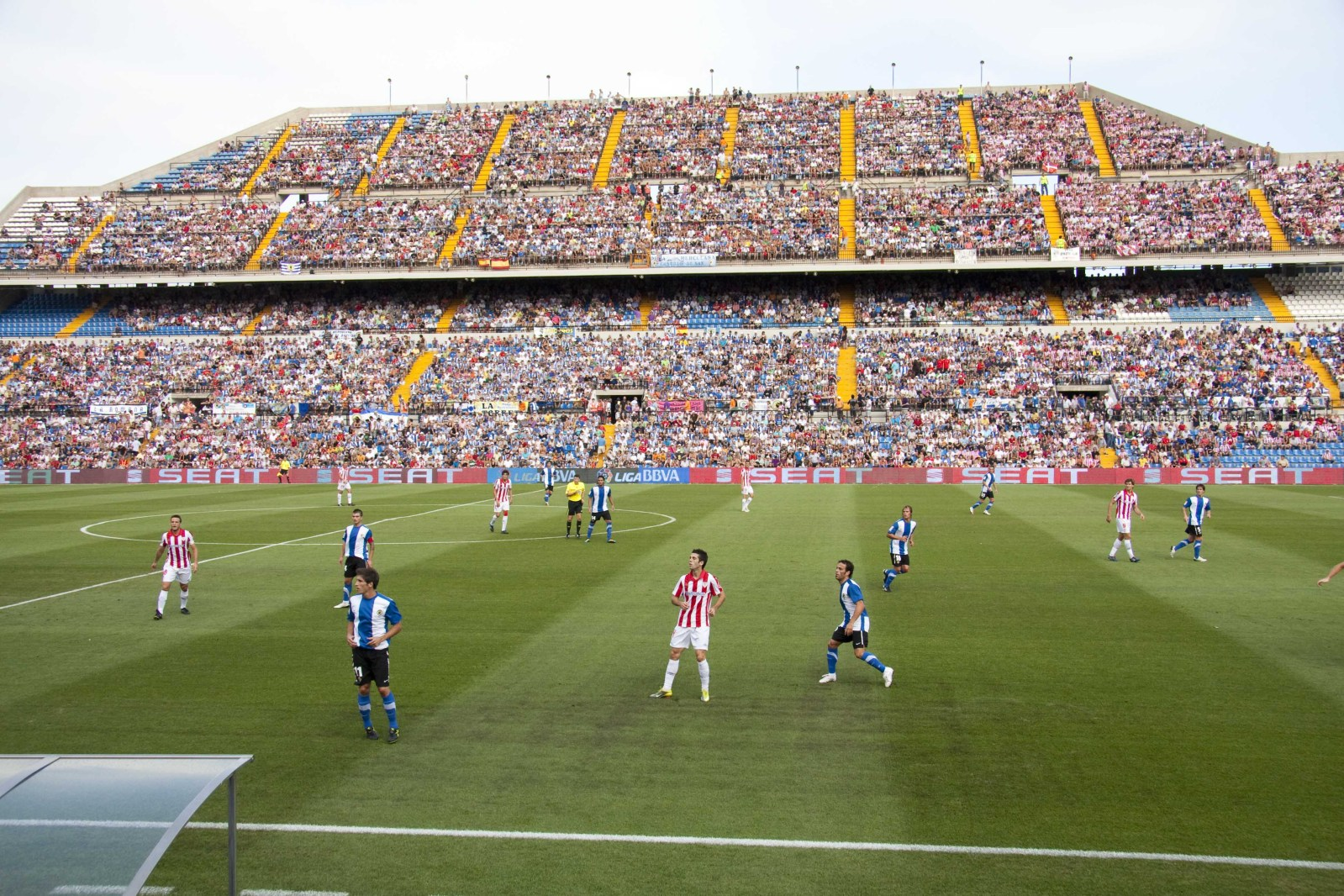
Estadio José Rico Pérez en la temporada 2010-11 presenciando un partido del conjunto local ante la UD Almería
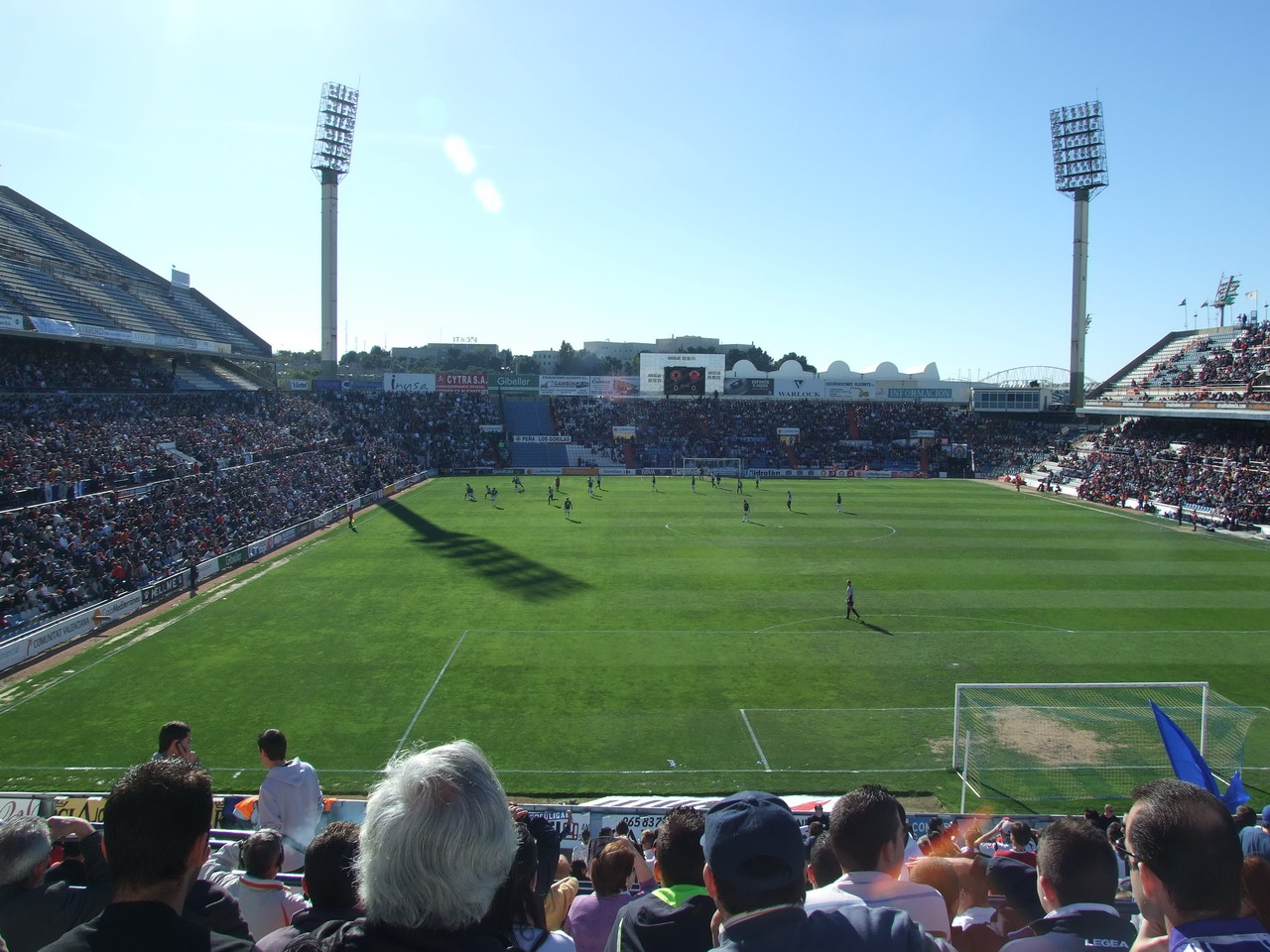
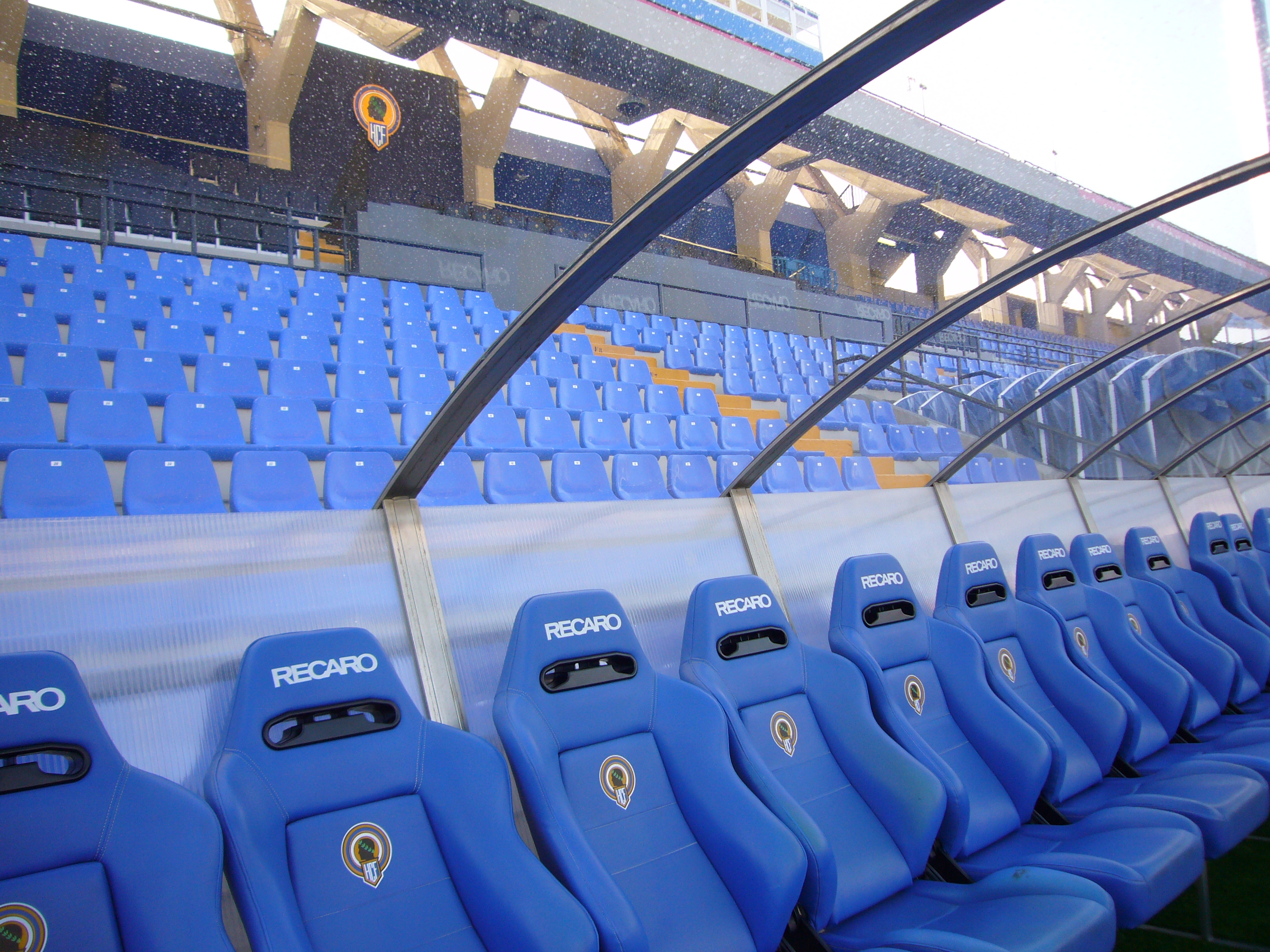
Banquillos

## Rivalidades
El equipo rival es el Elche Club de Fútbol, al representar a las dos principales ciudades de la provincia de Alicante que distan solo 21 kilómetros entre sí. Entre los dos protagonizan el Derbi de la provincia de Alicante o Derbi de la Costa Blanca.
El otro máximo rival del Hércules es el Valencia. Este partido es el derbi autonómico por excelencia. Los partidos entre ambos siempre son de mucha tensión y rivalidad, incluso con encontronazos entre aficiones.
Durante años, el principal rival ha sido el Alicante CF, el club decano de la provincia de Alicante actualmente llamado CFI Alicante. Con el cual ha compartido durante muchos años campo y categoría, llegando a producirse enfrentamientos violentos entre aficionados y jugadores.
Siguiendo con las rivalidades valencianas, los herculanos tampoco fraternizan con el Castellón, la otra capital de provincia de la Comunidad Valenciana.
Otro equipo rival del Hércules es el Real Murcia Club de Fútbol, debido a la también cercanía de ambas ciudades.

## Equipos hermanados
- Escuela de Fútbol Hércules de Camiri (Camiri, Bolivia). En 2006 el Hércules CF apadrinó un proyecto presentado por una científica valenciana afincada en Bolivia y desde entonces el Hércules de Alicante aporta infraestructuras y ayudas a una escuela de fútbol de la jungla boliviana en las afueras de Camiri en el Departamento de Santa Cruz. La escuela en agradecimiento adquirió el nombre de su padrino.[33]
- Iraklis de Tesalónica (Salónica, Grecia). El homónimo griego del Hércules CF es el Iraklis FC. Desde 2003 las aficiones de ambos equipos estrecharon lazos de amistad a través de internet, incluso existe una peña del Hércules CF llamada Iraklis.[34]
- Granada CF (Granada, España). Las aficiones del Hércules y el Granada están hermanadas debido, entre otras cosas, a que el Granada eliminó al Elche del camino de subir a Primera en el año 2011, año en que el Hércules había descendido a Segunda. Desde entonces, la afición ha tenido una gran simpatía por el club nazarí.
- St. Johnstone Football Club (Perth, Escocia). Desde 2019 aproximadamente las peñas "Curva Sur" (Hércules) y "Fair City Unity" (Johnstone) se declararon hermanas, asistiendo a partidos de ambos clubes y luciendo sus banderas. En 2022 ambos clubes hicieron oficial el hermanamiento.
- Hellín CF (Hellín, Albacete, España). Desde 2025 la peña Furia Herculana ha establecido una relación de colaboración con el Hellín CF. Este vínculo nace de la gran presencia de hellineros en la provincia de Alicante y de los lazos de amistad y simpatía mutua entre ambas aficiones, reforzados con visitas e intercambios entre peñas.

## Datos del club
- Temporadas en Primera División: 20 (por última vez la campaña 2010-11)
- Temporadas en Segunda División: 43 (por última vez la campaña 2013-14)
- Temporadas en Segunda División B: 18 (contando la actual campaña 2020-21)
- Temporadas en Tercera División: 7 (Antiguamente la Tercera división correspondía a la actual Segunda División B)
- Mejor puesto en la liga en Primera División: 5.º (temporada 1974-75).
- Peor puesto en la liga en Primera División: 21.ª (temporada 1996-97).
- Puesto histórico: 29.º.
- Mayor goleada conseguida en Primera División: Hércules 6-1 Celta de Vigo (temporada 1939-40).
- Mayor goleada conseguida en Segunda División: Hércules 9-0 Villarrobledo (temporada 1961/62).

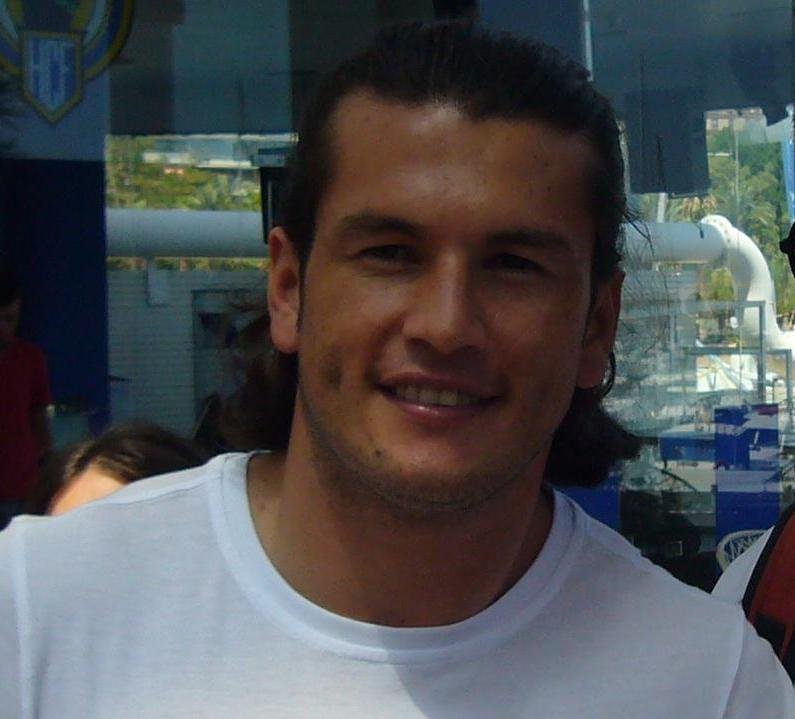
Nelson Haedo Valdez, considerado como el jugador más caro del Hércules (temp. 2010-11)

- Nelson Haedo Valdez, considerado como el jugador más caro del Hércules (temp. 2010-11)Mayor goleada encajada en Primera División: Atlético de Madrid 9-0 Hércules (temporada 1955-56).
- Máximo goleador de su historia: Eduardo Rodríguez, con 40 goles en una temporada. (temporada 1992-93).
- Fichaje más caro de su historia: Nelson Haedo Valdez por 3.8 millones de euros al Borussia Dortmund (temporada 2010-11).
- Venta más cara de su historia: Nelson Haedo Valdez por 4 millones de euros al Rubin Kazan (temporada 2011-12).

### Otros datos
- Jugador con más partidos en Primera División: Juan Baena Ruiz (224 partidos) (1974-1982).
- Jugador con más goles en Primera División: José Antonio Barrios (35 goles) (1974-1978).
- Entrenador con más partidos en Primera División: Arsenio Iglesias (102 partidos) (1973-1977).
- El Hércules CF fue el primer equipo en ascender de Tercera División a Primera División en 2 años: (1933-1934) (1934-1935)

### Registro de temporadas
| Temporada | División | Puesto | Copa del Rey |
| --------- | -------- | ------ | ------------ |
| 1929-30   | 3.ª      | 5.º    |              |
| 1930-31   | Regional |        |              |
| 1931-32   | 3.ª      | 1.º    |              |
| 1932-33   | 3.ª      | 1.º    |              |
| 1933-34   | 3.ª      | 4.º    |              |
| 1934-35   | 2.ª      | 1.º    |              |
| 1935-36   | 1.ª      | 6.º    | 4.ª Ronda    |
| 1939-40   | 1.ª      | 6.º    |              |
| 1940-41   | 1.ª      | 9.º    |              |
| 1941-42   | 1.ª      | 13.º   |              |
| 1942-43   | 2.ª      | 4.º    |              |
| 1943-44   | 2.ª      | 10.º   |              |
| 1944-45   | 2.ª      | 2.º    |              |
| 1945-46   | 1.ª      | 14.º   | 1.ª Ronda    |
| 1946-47   | 2.ª      | 4.º    | 1.ª Ronda    |
| 1947-48   | 2.ª      | 6.º    | 5.ª Ronda    |
| 1948-49   | 2.ª      | 4.º    |              |
| 1949-50   | 2.ª      | 10.º   |              |
| 1950-51   | 2.ª      | 4.º    |              |
| 1951-52   | 2.ª      | 4.º    |              |
| 1952-53   | 2.ª      | 2.º    |              |
| 1953-54   | 2.ª      | 2.º    |              |
| 1954-55   | 1.ª      | 6.º    | 1/4          |
| 1955-56   | 1.ª      | 16.º   | 1/8          |
| 1956-57   | 2.ª      | 2.º    |              |
| 1957-58   | 2.ª      | 5.º    |              |
| 1958-59   | 2.ª      | 13.º   | 1/16         |
| 1959-60   | 3.ª      | 1.º    |              |
| 1960-61   | 2.ª      | 3.º    | 1/16         |
| 1961-62   | 2.ª      | 7.º    | 1/16         |
| 1962-63   | 2.ª      | 8.º    | 1/16         |

| Temporada | División | Puesto | Copa del Rey |
| --------- | -------- | ------ | ------------ |
| 1963-64   | 2.ª      | 2.º    | 1/4          |
| 1964-65   | 2.ª      | 4.º    | 1.ª Ronda    |
| 1965-66   | 2.ª      | 1.º    | 1/16         |
| 1966-67   | 1.ª      | 15.º   | 1/8          |
| 1967-68   | 2.ª      | 15.º   | 1/16         |
| 1968-69   | 3.ª      | 1.º    |              |
| 1969-70   | 3.ª      | 1.º    |              |
| 1970-71   | 2.ª      | 11.º   |              |
| 1971-72   | 2.ª      | 14.º   |              |
| 1972-73   | 2.ª      | 9.º    |              |
| 1973-74   | 2.ª      | 2.º    |              |
| 1974-75   | 1.ª      | 5.º    |              |
| 1975-76   | 1.ª      | 6.º    | 1/8          |
| 1976-77   | 1.ª      | 13.º   | 1/4          |
| 1977-78   | 1.ª      | 15.º   |              |
| 1978-79   | 1.ª      | 12.º   |              |
| 1979-80   | 1.ª      | 15.º   | 4.ª Ronda    |
| 1980-81   | 1.ª      | 13.º   | 4.ª Ronda    |
| 1981-82   | 1.ª      | 17.º   |              |
| 1982-83   | 2.ª      | 8.º    | 4.ª Ronda    |
| 1983-84   | 2.ª      | 3.º    | 1/8          |
| 1984-85   | 1.ª      | 15.º   | 1/8          |
| 1985-86   | 1.ª      | 17.º   | 4.ª Ronda    |
| 1986-87   | 2.ª      | 5.º    | 1.ª Ronda    |
| 1987-88   | 2.ª      | 18.º   | 1/16         |
| 1988-89   | 2.ª B    | 8.º    |              |
| 1989-90   | 2.ª B    | 13.º   |              |
| 1990-91   | 2 ª B    | 5.º    |              |
| 1991-92   | 2.ª B    | 5.º    | 3.ª Ronda    |
| 1992-93   | 2.ª B    | 4.º    | 3.ª Ronda    |
| 1993-94   | 2.ª      | 7.º    | 4.ª Ronda    |

| Temporada | División | Puesto | Copa del Rey     |
| --------- | -------- | ------ | ---------------- |
| 1994-95   | 2.ª      | 9.º    |                  |
| 1995-96   | 2.ª      | 1.º    | 1/16             |
| 1996-97   | 1.ª      | 21.º   | 3.ª Ronda        |
| 1997-98   | 2.ª      | 11.º   | 2.ª Ronda        |
| 1998-99   | 2.ª      | 21.º   |                  |
| 1999-00   | 2.ª B    | 4.º    |                  |
| 2000-01   | 2.ª B    | 11.º   | Ronda preliminar |
| 2001-02   | 2.ª B    | 3.º    |                  |
| 2002-03   | 2.ª B    | 11.º   | 2.ª Ronda        |
| 2003-04   | 2.ª B    | 9.º    |                  |
| 2004-05   | 2.ª B    | 2.º    |                  |
| 2005-06   | 2.ª      | 17.º   | 1.ª Ronda        |
| 2006-07   | 2.ª      | 16.º   | 1/32             |
| 2007-08   | 2.ª      | 6.º    | 1/32             |
| 2008-09   | 2.ª      | 4.º    | 1/16             |
| 2009-10   | 2.ª      | 2.º    | 1/8              |
| 2010-11   | 1.ª      | 19.º   | 1/16             |
| 2011-12   | 2.ª      | 5.º    | 2.ª Ronda        |
| 2012-13   | 2.ª      | 17.º   | 2.ª Ronda        |
| 2013-14   | 2.ª      | 22.º   | 3.ª Ronda        |
| 2014-15   | 2.ª B    | 4.º    | 1.ª Ronda        |
| 2015-16   | 2.ª B    | 3.º    | 1.ª Ronda        |
| 2016-17   | 2.ª B    | 7.º    | 1/16             |
| 2017-18   | 2.ª B    | 10.º   | 3.ª Ronda        |
| 2018-19   | 2.ª B    | 2.º    |                  |
| 2019-20   | 2.ª B    | 18.º   | 1.ª ronda        |
| 2020-21   | 2.ª B    | 4.º    |                  |
| 2021-22   | 2.ª RFEF | 5.º    |                  |
| 2022-23   | 2.ª RFEF | 7.º    | 1.ª ronda        |
| 2023-24   | 2.ª RFEF | 1.º    | 1.ª ronda        |
| 2024-25   | 1.ª RFEF | 12.º   | 1.ª ronda        |

## Organigrama deportivo

### Altas y bajas 2025-26
| Núm | País                   | Jugador                   | Puesto         | Nota | Procedencia           | Tipo             | Gastos    |
| --- | ---------------------- | ------------------------- | -------------- | ---- | --------------------- | ---------------- | --------- |
|     | Bandera de España      | Rubén Cantero             | Defensa        |      | Salamanca C.F. U.D.S. | Vuelta de cesión | 0 €       |
|     | Bandera de España      | Adrián Pérez, "Bolo"      | Defensa        |      | Zamora C.F.           | Libre            | 0 €       |
|     | Bandera de España      | Nacho Monsalve            | Defensa        |      | C.D. Eldense          | Libre            | 0 €       |
|     | Bandera de España      | Xavi Pleguezuelo          | Defensa        |      | Betis Deportivo       | Libre            | 0 €       |
|     | Bandera de España      | Javier Rentero            | Defensa        |      | A.D. Alcorcón         | Traspaso         | 100.000 € |
|     | Bandera de España      | César Moreno              | Centrocampista |      | Recreativo de Huelva  | Vuelta de cesión | 0 €       |
|     | Bandera de Camerún     | Frank Angong              | Centrocampista |      | Deportivo Aragón      | Vuelta de cesión | 0 €       |
|     | Bandera de Camerún     | Nassourou Ben Hamed       | Centrocampista |      | Moralo C.P.           | Libre            | 0 €       |
|     | Bandera de Francia     | Rafael De Palmas          | Delantero      |      | C.D. Alcoyano         | Vuelta de cesión | 0 €       |
|     | Bandera de España      | Unai Ropero               | Delantero      |      | Deportivo Alavés      | Cesión           | 0 €       |
|     | Bandera de Bulgaria    | Borislav Ivaylov, "Slavy" | Delantero      |      | S.D. Eibar            | Libre            | 0 €       |
|     | Bandera de España      | Fran Sol                  | Delantero      |      | AEK Larnaca           | Libre            | 0 €       |
|     | Bandera de España      | Carlos Rojas              | Delantero      |      | U.D. Almería "B"      | Libre            | 0 €       |
|     | Bandera de Puerto Rico | Jeremy de León            | Delantero      |      | Real Madrid Castilla  | Cesión           | 0 €       |

| Núm | País                 | Jugador           | Puesto         | Nota | Destino                   | Tipo          | Ingresos |
| --- | -------------------- | ----------------- | -------------- | ---- | ------------------------- | ------------- | -------- |
|     | Bandera de España    | Nando Almodóvar   | Guardameta     |      | Cádiz C.F. Mirandilla     | Libre         | 0 €      |
|     | Bandera de España    | Joel Arumí        | Defensa        |      | U.E. Olot                 | Libre         | 0 €      |
|     | Bandera de España    | Sergi Molina      | Defensa        |      | C.F. Talavera de la Reina | Libre         | 0 €      |
|     | Bandera de España    | Josema Gómez      | Defensa        |      | Sin equipo                | Libre         | 0 €      |
|     | Bandera de España    | Abraham del Moral | Defensa        |      | C.D. Teruel               | Libre         | 0 €      |
|     | Bandera de España    | Antonio Montoro   | Defensa        |      | Pontevedra C.F.           | Libre         | 0 €      |
|     | Bandera de España    | José Artiles      | Centrocampista |      | Nea Salamis               | Libre         | 0 €      |
|     | Bandera de España    | Mario García      | Centrocampista |      | Zamora C.F.               | Libre         | 0 €      |
|     | Bandera de España    | Álvaro Hernáiz    | Centrocampista |      | UCAM Murcia C.F.          | Libre         | 0 €      |
|     | Bandera de Camerún   | Frank Angong      | Centrocampista |      | Sin equipo                | Libre         | 0 €      |
|     | Bandera de España    | Yanis Senhadji    | Delantero      |      | Betis Deportivo           | Fin de cesión | 0 €      |
|     | Bandera de España    | Javier Moreno     | Delantero      |      | Pyunik Yerevan            | Libre         | 0 €      |
|     | Bandera de España    | Dani Romera       | Delantero      |      | C.D. Arenteiro            | Libre         | 0 €      |
|     | Bandera de Argentina | Agustín Coscia    | Delantero      |      | C.E. Sabadell             | Libre         | 0 €      |

### Entrenadores
Desde 1930, el Hércules ha tenido 113 cambios de entrenador (sumando los interinajes). Entre esos 113, varios de ellos han dirigido al equipo en una segunda época. 90 personas diferentes han ocupado el cargo de entrenador en la historia del club.
Los entrenadores de más éxito en el equipo alicantino han sido Manuel Suárez de Begoña que ostenta el honor de ser el único en la historia del club en conseguir dos ascensos -además consecutivos- en los años 1930 si bien el primero fue tras una decisión federativa. Suárez, tres meses después de clasificar al Hércules en 6.º lugar en su primera temporada en Primera división, fue hallado muerto en una cuneta de las afueras de la ciudad de Alicante tras el reciente estallido de la Guerra Civil. Posteriormente, en la historia del equipo sobresale con fuerza otro entrenador, Arsenio Iglesias. En su primera temporada en el equipo blanquiazul logró el ascenso a Primera, y en su segunda se quedaba con el amargo sabor de no disputar la Copa de la UEFA por la diferencia de goles con el 4.º clasificado, la Real Sociedad. El Hércules de los años 1970 vivió la mejor época en la historia de este equipo, con Arsenio en el banquillo y José Rico Pérez en la presidencia.
En cuanto a número de partidos dirigidos, Arsenio es también el más estable y duradero con 162 partidos (cuatro temporadas completas). Le siguen Quique Hernández con 136 partidos (en dos épocas), Manolo Jiménez con 128 partidos (en dos épocas), Koldo Aguirre con 113 partidos, Benito Joanet con 110 encuentros (en dos épocas) y Gaspar Rubio con 103 encuentros (en dos épocas).
Si hablamos de éxitos deportivos, el equipo herculano posee 13 ascensos (8 a Primera y 5 a Segunda). De esa cifra, los dos primeros fueron conseguidos por Manuel Suárez. Los ascensos a Primera fueron conseguidos cronológicamente por Manuel Suárez, Francisco Pagaza, Amadeo Sánchez, Luis Belló, Arsenio Iglesias, Carlos Jurado, Manolo Jiménez y Esteban Vigo. Los ascensos a Segunda fueron conseguidos por Manuel Suárez, Álvaro Pérez Vázquez, César Rodríguez, Quique Hernández y Juan Carlos Mandiá.
Respecto a entrenadores interinos destacan por encima del resto el internacional paraguayo Humberto Núñez al que se le recurrió como apagafuegos hasta en 9 temporadas, el uruguayo Sergio Rodríguez (con actuaciones en 4 temporadas), y el español Luis Ortega Bollarizo (con apariciones en 4 temporadas). Respecto a las nacionalidades de los entrenadores del Hércules, predominan absolutamente los entrenadores españoles, si bien otras 7 nacionalidades diferentes han ocupado el banquillo, como por ejemplo la húngara con tres míticos personajes como Hertzka, Kocsis o Kálmár; o la inglesa de los entrenadores pioneros hasta la fecha documentados, como Finning o mister Harris.

#### Entrenadores con más partidos
- A continuación se listan los 7 entrenadores que destacan en cuanto a número total de partidos oficiales dirigidos desde el banquillo del Hércules Club de Fútbol:

| Entrenador         | Número de partidos |
| ------------------ | ------------------ |
| Quique Hernández   | 163                |
| Arsenio Iglesias   | 162                |
| Juan Carlos Mandiá | 154                |
| Manolo Jiménez     | 128                |
| Koldo Aguirre      | 113                |
| Benito Joanet      | 110                |
| Gaspar Rubio       | 103                |

## Otras secciones y filiales
El Hércules Club de Fútbol ha tenido a lo largo de su historia diferentes secciones deportivas dentro de su organigrama, como las secciones de balonmano (Hércules-Calpisa en 1981-1982), atletismo (creada en 1965 y repescada en el tiempo con el Hércules-Benacantil en 1982-1985, hoy ya no existe esta mítica sección), baloncesto (en los años 50), sección de gimnasia (creada en 1965 dirigida por Rasé) o voleibol.

### Hércules "B"
El Hércules Club de Fútbol B juega en la Tercera División Grupo 6 y desde 1996 su mayor logro ha sido jugar en Tercera División durante una temporada. Fue fundado en 1996 como tal, aunque bien es cierto que el club ha tenido filial en años atrás, como el Alicante CF por los años 60, el Hércules Atlético desde 1974 o posteriormente bajo las denominaciones de Hércules Promesas, Mutxamel CF y CD Español de San Vicente respectivamente. Actualmente el entrenador es Carlos de las Cuevas. El 15 de junio de 2019 consigue el ascenso a Tercera División.

### Hércules Femenino
En la temporada 2007-08 el Hércules CF adquirió un acuerdo de colaboración con club alicantino Sporting CF Plaza de Argel de la Primera Nacional de Fútbol Femenino. El acuerdo consiste en prestar el uso del nombre, escudo y uniforme del Hércules CF, sin dejar de contar con estructuras organizativas independientes.
Esta relación, se ve anulada en la temporada 2013-14, pasando a crear su propio equipo femenino.

### Asociación de Veteranos
Muchos de los exjugadores del Hércules CF se reúnen habitualmente en entrenamientos y encuentros amistosos defendiendo los colores del equipo de veteranos. El exjugador herculano Pepe Varela preside la asociación.

## Palmarés

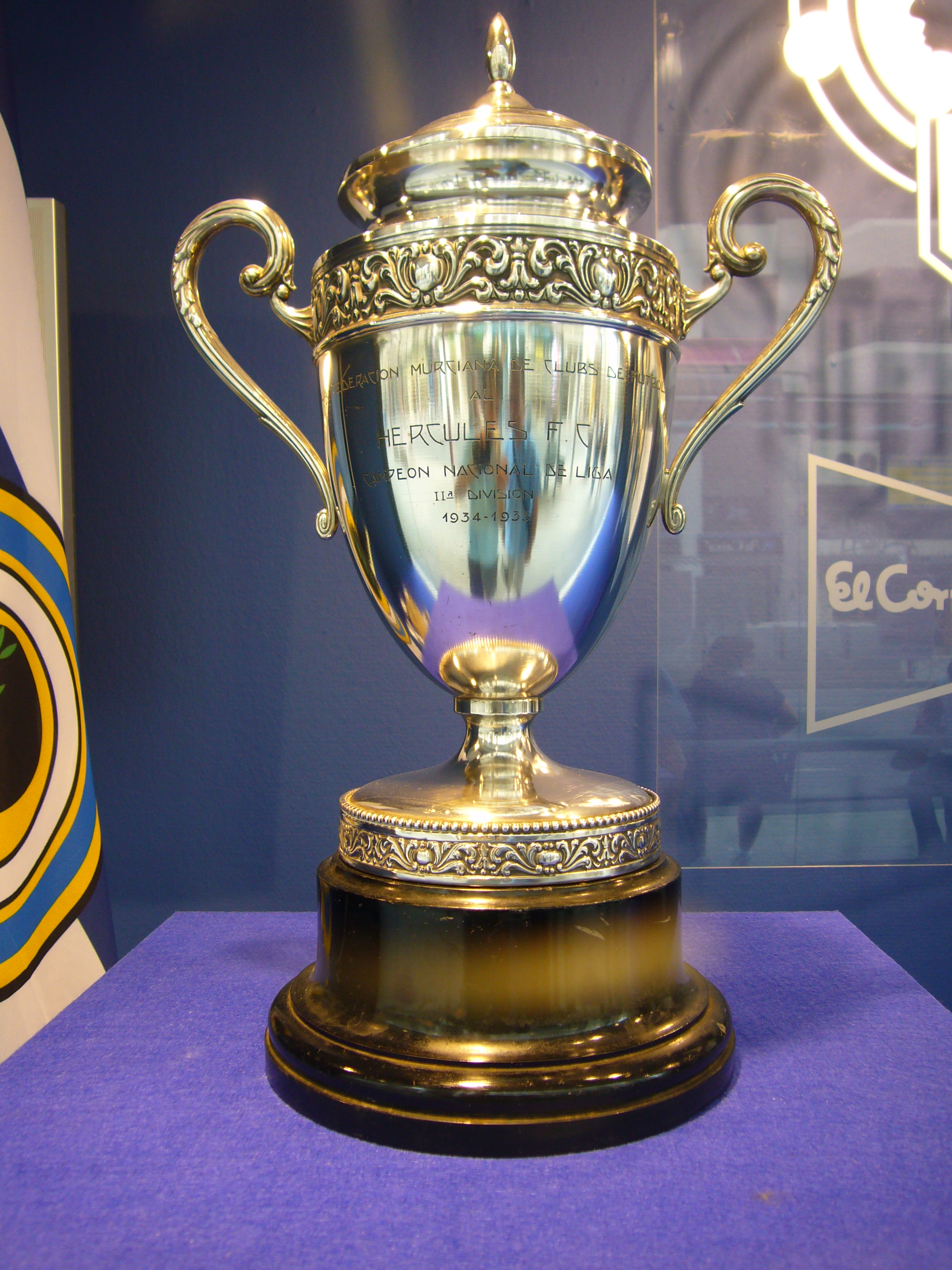
Trofeo conseguido por el Hércules C.F. del Campeonato Nacional de Liga de Segunda División, temporada 1934-35.

### Campeonatos nacionales
- Segunda División (3): 1934-35, 1965-66 (Gr. II), 1995-96.
  - 7 subcampeonatos de Segunda División: 1944-45, 1952-53 (Gr. II), 1953-54 (Gr. II), 1956-57 (Gr. II), 1963-64 (Gr. II), 1973-74, 2009-10.
- Segunda Federación (1 campeonato de grupo): 2023-24 (Gr. III)
- Tercera División (3 campeonatos de grupo): 1959-60 (Gr. X), 1968-69 (Gr. VI), 1969-70 (Gr. VI).

### Campeonatos regionales
- Campeonato Regional de Murcia (2): 1932-33, 1939-40.
  - 3 subcampeonatos: 1933-34, 1935-36, 1936-37.
- 2 subcampeonatos del Campeonato Supraregional Levante : 1935-36, 1936-37.

### Torneos amistosos
- Trofeo Ciudad de Alicante (11): 1984, 1988, 2011, 2014, 2015, 2016, 2017, 2018, 2019, 2023, 2024.
- Trofeo Costa Blanca (6):[38] 1971, 1974, 1976, 1977, 1978, 1979.
- Trofeo Carabela de Plata (3): 1971, 2006, 2012.
- Trofeo Ciudad de Alcoy (4): 1981, 1998, 2009, 2022.
- Trofeo Amaro González (2): 1994, 1995
- Trofeo Ciudad de San Vicente (2): 2008, 2009.
- Copa San Pedro (1): 1953.
- Trofeo Ciudad de Santa Cruz (1): 1977
- Trofeo Ciudad de Granada (1): 1982.
- Trofeo de la Agricultura (1): 1987.
- Trofeo Ciudad de Almendralejo (1): 1993
- Trofeo Festa d'Elx (1): 2010.

### Trayectoria histórica
Desde la fundación del club hasta la actualidad (1936/39, interrupción a causa de la Guerra civil española). Hasta 1977 no se fundó la Segunda División B.

## Filmografía
- Documental TVE (29-10-1969), «Históricos del balompié - Hércules de Alicante» en rtve.es
- Documental Canal+ (17-2-2012), «Club de Fútbol: Hércules de Alicante» en YouTube